# Liste des élèves de Jacques-Louis David

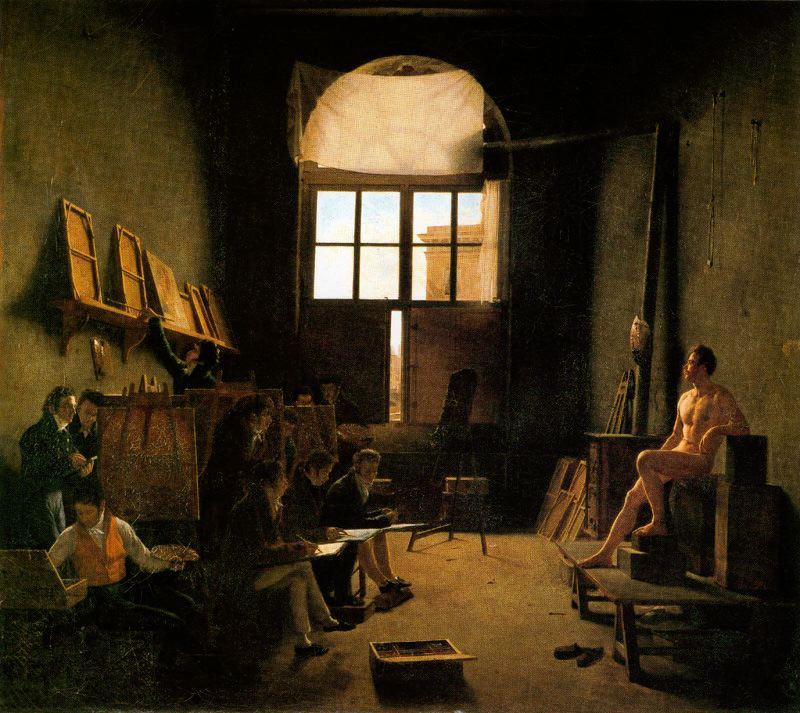
Intérieur de l'atelier de David par Léon Mathieu Cochereau, 1813, musée du Louvre.

Entre la fin du XVIIIe siècle et le début du XIXe siècle, l'école de David fut une des plus influentes ; entre 1781 et 1821, de ses ateliers, sont sortis environ 400 élèves, peintres, sculpteurs, ou graveurs, représentant en majorité le néo-classicisme, mais aussi le style empire et le style troubadour. 
Après le retentissement de l'exposition de son tableau Bélisaire demandant l'aumône en 1781 et sa réception à l'Académie de peinture, David reçut nombre de demandes de jeunes artistes désirant recevoir son enseignement. Les premiers furent entre autres Wicar, Drouais, Girodet. David, résidant au Louvre, aménagea un atelier spécialement pour l'enseignement, surnommé par ses élèves l'atelier des Horaces car le tableau Le Serment des Horaces y était accroché.
Tout le long de sa carrière et jusqu'à l'exil en Belgique, David forma des artistes tant français qu'étrangers, notamment belges, espagnols, ou américains. Les plus doués tel Ingres ou Isabey furent, à l'occasion, assistants du maître pour certaines réalisations. Fait particulier, David forma aussi des femmes artistes ; on dénombre une vingtaine d'élèves féminines qui reçurent des leçons du maître. En 1815, après son exil à Bruxelles, son atelier fut confié à son ancien élève Antoine Gros, qui poursuivit son enseignement à Paris tandis que David continuait à enseigner à Bruxelles.
L'école de David transmit le néoclassicisme selon le dogme davidien (ou davidisme), ce qui ne se fit pas sans quelques dissidences. La plus connue est celle de Maurice Quays, qui fonda avec quelques condisciples la secte des Barbus ou Primitifs, qui revendiquait une conception radicale du néoclassicisme ne prenant modèle que sur l'art grec. D'autres élèves comme Ingres, Gros et Girodet s'éloignèrent aussi du style de leur maître. Étienne-Jean Delécluze témoigna de ses années d'apprentissage dans l'atelier de David, dans son ouvrage Louis David, son école et son temps, et laisse un document de première importance pour comprendre la vie de ces artistes au début du XIXe siècle.

## «Liste de ceux de mes élèves qui se sont le plus distingués»
Dans une note manuscrite conservée à l’École nationale supérieure des beaux-arts de Paris (ENSBA), Jacques-Louis David note le nom de trente artistes qui, ensemble, forment selon le maître la « Liste de ceux de mes élèves qui se sont le plus distingués » : (en italique, le nom tel qu'il apparaît dans le manuscrit ; entre parenthèses, l'identification de l'élève)
- Drouais (Jean-Germain Drouais)
- Fabre (François-Xavier Fabre)
- Girodet (Anne-Louis Girodet)
- Gérard (François Gérard)
- Gros (Antoine-Jean Gros)
- Langlois (Jérôme-Martin Langlois)
- Rouget (Georges Rouget)
- Guillemot (Alexandre Charles Guillemot)
- Abel (Alexandre Abel de Pujol)
- Granger (Jean-Pierre Granger)
- Ingre (Jean-Auguste-Dominique Ingres)
- Droling (Michel Martin Drölling)
- Isabey (Jean-Baptiste Isabey)
- Desain
- Forbin (Auguste de Forbin)
- Granet (François Marius Granet)
- Richard (Fleury François Richard)
- Reveil (Pierre Révoil)
- Cochereau (Léon Mathieu Cochereau)
- Navez (François-Joseph Navez)
- Schnetz (Jean-Victor Schnetz)
- Hariet (Fulchran-Jean Harriet)
- Palingx (Joseph Paelinck)
- Sérangeli (Gioacchino Serangeli)
- Couder (Auguste Couder)
- Odevaer (Joseph-Denis Odevaere)
- Mme Mongez (Angélique Mongez)
- Mme Benoit (Marie-Guillemine Benoist)
- Pierre Franque (Jean-Pierre Franque)
- Joseph Franque (Joseph-Boniface Franque)[1]

## Fortune critique
Dans son poème de la Deuxième Messénienne La Dévastation du musée, Casimir Delavigne évoque le départ du musée du Louvre des Conquêtes artistiques de l'Empire. Il cite l'École de David par ces vers :
« Noble France, pardonne ! À tes pompeux travaux,
Aux Pujet, aux Lebrun, ma douleur fait injure.
David a ramené son siècle à la nature :
Parmi ses nourrissons il compte des rivaux...
Laissons-la s'élever cette école nouvelle !
Le laurier de David de lauriers entouré,
Fier de ses rejetons, enfante un bois sacré
Qui protége (sic)  les arts de son ombre éternelle. »

## Liste
La liste des élèves du peintre Jacques-Louis David est classée par ordre alphabétique.
- Haut – A
- B
- C
- D
- E
- F
- G
- H
- I
- J
- K
- L
- M
- N
- O
- P
- Q
- R
- S
- T
- U
- V
- W
- X
- Y
- Z

### A
- Jodocus Sebastiaen van den Abeele (1797-1855), élève en 1818 ;
- Alexandre Abel de Pujol (1785-1861) ;
- Jacques-Laurent Agasse (1767-1849), peintre animalier ;
- Jean-Eugène-Charles Alberti (1777-1832), peintre néerlandais, Joannes Echarius Carolus Alberti ;
- Jean-Alexandre Allais (1792-1850), graveur ;
- Don José Alvarez y Cubero (1768-1827), sculpteur, élève en 1799 ;
- José Aparicio (1773-1838), peintre, élève en 1799 ;
- Marc-Louis Arlaud (Orbe 1772 - Lausanne 1845), peintre suisse ;
- Anne-François Arnaud (1787-1846), peintre et conservateur ;
- Jean-Martin Aubée (1756-?) peintre né à Liège, élève de David, cf. D. Maréchal, Les peintres 'belges' dans les ateliers parisiens, de la fin du XVIIe siècle au début du XIXe siècle[2] ;
- Julien-Honoré-Germain d'Aubuisson, (1786-1829), peintre d'histoire et de portraits ;
- (?) John James Audubon (1785-1851), peintre naturaliste, selon lui, il étudie à l'atelier de 1802 à 1803, son appartenance est contestée par ses biographes ;
- Adrien Victor Auger (1786-1854) ;
- Charles Joseph Auriol (1778-1834), peintre suisse ; aussi élève de François-André Vincent.

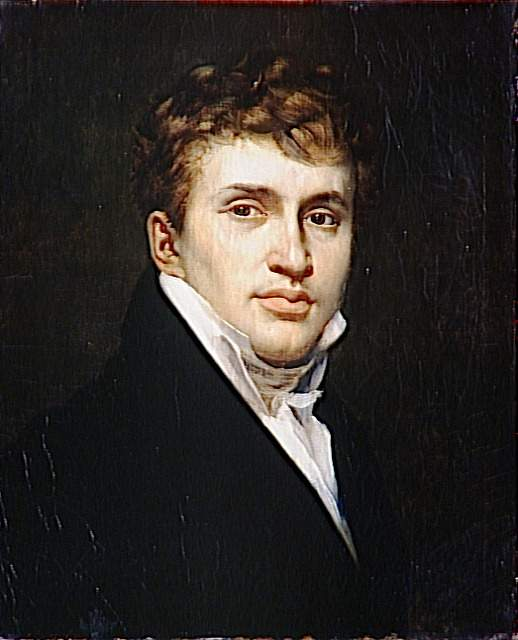
Alexandre Abel de Pujol, autoportrait
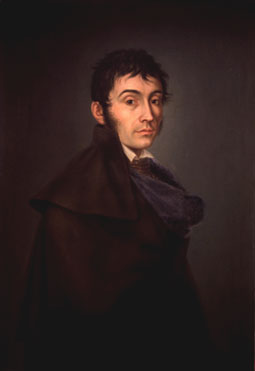
José Aparicio, autoportrait

### B
- Alexandre Bally (1764-1835), peintre de portraits ;
- Jacques-Luc Barbier-Walbonne (1769-1860), peintre ;
- Mathieu Barathier (1784-1867), lithographe ;
- Lorenzo Bartolini (1777-1850), sculpteur ;
- Jean-Baptiste Bastiné (1783-1844) ;
- Jean Baptiste François Battaglini (Nice 1787-?), peintre ;
- J. B. Beaugard Thil (?-1828) ;
- Théophile Behaeghel (près d'Ypres 1795-1858), peintre ;
- Jean Bein (1789-1857), graveur ;
- Jean-Baptiste Belliard, originaire de Marseille ;
- Marie-Guillemine Benoist (née Marie-Guillemine de Laville-Leroux) (1768-1826), peintre, élève en 1786 ;
- Antony Béraud (1792-1860), élève de David vers 1815, dessinateur, militaire (capitaine de la garde impériale), homme de lettres, dramaturge. Auteur, entre autres, de Lettres à David au salon de 1819 avec d'autres élèves, et Ode à David ;
- Pierre-Nolasque Bergeret (1782-1863) ;
- Pierre-François Bernier, astronome, fréquente l'atelier de David où il est condisciple d'Ingres, qui fit son portrait[3] ;
- René Théodore Berthon (1776-1859) ;
- Noël Francois Bertrand (1784-1852), dessinateur et graveur, également élève de Moreau le Jeune. Il fit une gravure des Sabines ;
- Claude-Jean Besselièvre (1778-1829), miniaturiste ;
- Jean Biard (né à Rouen 1790-?), dessinateur ;
- T. B.Bitter (1781-1832) ;
- Charlotte Bonaparte (princesse) (1802-1839), élève chez David à Bruxelles, fille de Joseph Bonaparte ;
- Zénaïde Bonaparte (princesse) (1801-1854), sœur de Charlotte, étudia chez David à Bruxelles en 1821 ;
- Antoine-Louis Bonnety (1788-?) ;
- Benoist Benjamin Bonvoisin (1788-1860) ;
- Jean François Bosio (1764-1827), peintre ;
- Louis-André-Gabriel Bouchet (1759-1842) ;
- Albert Paul Bourgeois (?-1812), graveur ;
- Benjamin-Eugène Bourgeois (1791-1818), graveur ;
- Florent Fidèle Constant Bourgeois (1767-1841), peintre ;
- Ferdinand Bourjot (1768-après 1838) ;
- Charles Marie Bouton (1781-1853) ;
- Alexis François Boyenval (1784-1854) ;
- Henri-François Brandt, (La Chaux de Fonds 1789-Berlin 1845), graveur et médailler prix de Rome en 1813 également élève de Droz et Bridan ;
- Ignace Brice (1795-1866), élève vers 1816 ;
- Jean Broc (1771-1851), membre de la secte des Barbus ;
- Henri Buguet (1761-apr. 1848) ;
- Stamati Bulgari (1774-1842), peintre et urbaniste ;
- Hippolyte Vanderburch (1796-1854).

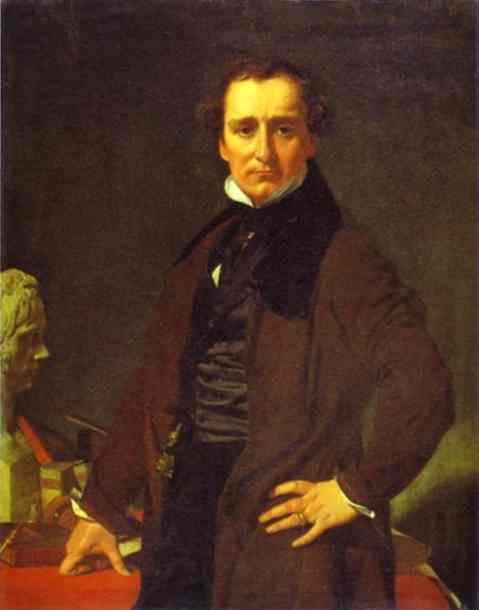
Lorenzo Bartolini
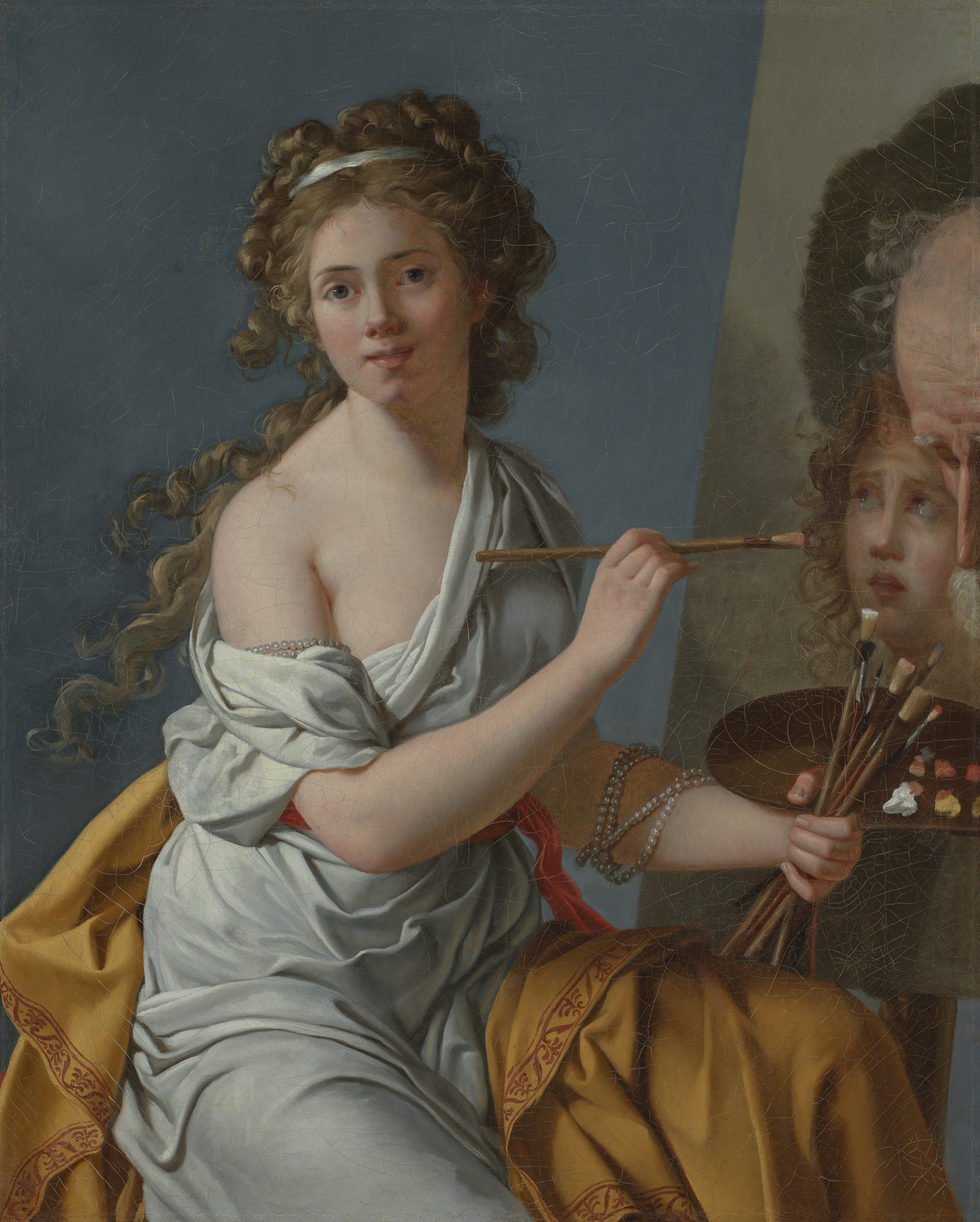
Marie-Guillemine Benoist, Autoportrait copiant le Bélisaire et l’enfant à mi-corps de David, 1786

### C
- Henri de Caisne (1799-1852) ;
- Alphonse Apollodore Callet (1799-1831) ;
- Alexandre-François Caminade (1783-1862), peintre graveur ;
- Armand-Charles Caraffe (1762-1818) ;
- Paul Claude-Michel Carpentier (1787-1877), peintre ;
- Alexandre Benoit Jean Dufay dit Casanova (1770-1844), peintre ;
- Casimir Carbonnier (1787-1873) ;
- Gaëtan Cathelineau (1787-1859) ;
- Georges Chaix (1784-1834), peintre d'histoire ;
- Jean Charles Chandepie de Boiviers, miniaturiste ;
- Constance-Marie Charpentier (1767-1849), née Bondelu, intègre l'atelier le 5 avril 1787 ;
- Pierre-Charles Chauffer (1779-1856) ;
- Pierre-Athanase Chauvin (1774-1832) ;
- Sophie Chéradame (née Bertaud) (1793-1829), peintre d'histoire, de genre et portraitiste ;
- Louis Chéry (1790-1871), peintre de genre et de portraits aussi élève de Pierre Bouillon ;
- Philippe Chéry (1759-1838), peintre d'histoire, portraitiste, illustrateur, et militant révolutionnaire, aussi élève de Vien[4] ;
- Jean Henri Cless (1774-1812) ;
- Pierre Clocher (Bordeaux 1774-?), architecte[5] ;
- Léon Mathieu Cochereau (1793-1817), peintre ;
- Jean Henri de Coene (1798-1866), peintre belge, élève de David à Bruxelles[6] ;
- Jean-Baptiste Collet (1762-1843), à partir de 1786, peintre ;
- Guillaume-François Colson (1785-1855), peintre d'histoire, affilié à la secte des Barbus ;
- Jean Condé (?-1794), graveur au point et au trait, actif à Londres à la fin du XVIIIe siècle[7] ;
- Richard Cosway (1742-1821) prend des cours chez David en 1802 lors de la paix d'Amiens[8] ;
- Auguste Couder (1790-1873) ;
- (?) Jean-Baptiste Couvelet, (1772-1830), appartenance à l'atelier non attestée ;
- Louis Crignier (1790-1848).

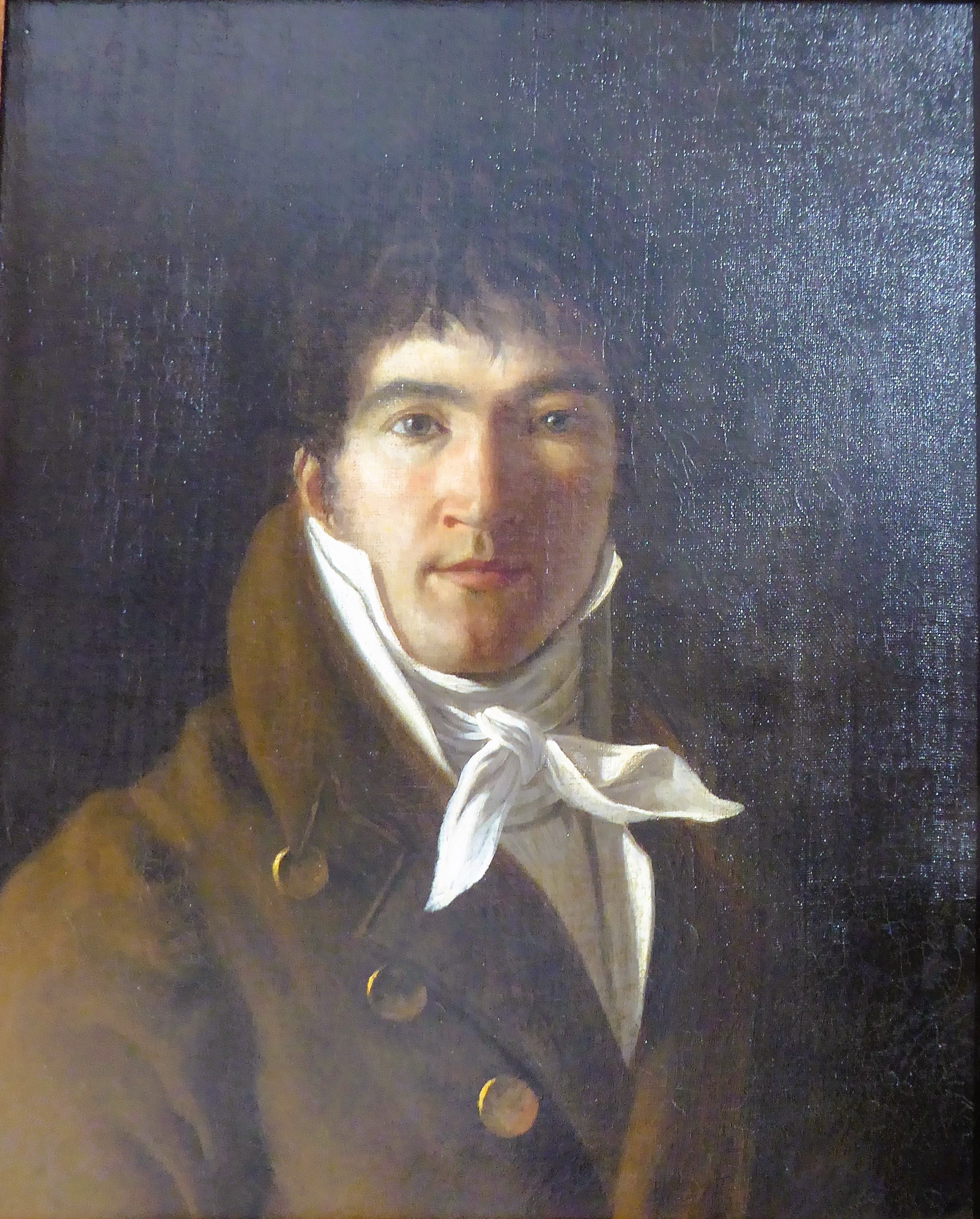
Léon Mathieu Cochereau, autoportrait.

### D
- Michel-François Damane-Demartrais (1763-1827) ;
- Eugène David (1784-1830), fils de Jacques-Louis David ;
- Pierre Jean David, dit « David d'Angers » (1788-1856), sculpteur et médailler, Prix de Rome ;
- Césarine Davin-Mirvault (1773-1844) ;
- Jean-Baptiste Debret (1768-1848), peintre ;
- Christophe Thomas Degeorge (1786-1854) ;
- Pierre-Maximilien Delafontaine (1774-1860), peintre puis ornemaniste ;
- Jean Edmé Pascal Martin Delacluze[9] (1778-1858), peintre miniaturiste et aquarelliste[10] ;
- Constant Delaperche (1780-1843), peintre et sculpteur ;
- Frédéric Delanoë (1789-1861), peintre ;
- Jules Hippolyte Delaroche (1795-1849), peintre, frère de Paul Delaroche[11] ;
- Pierre-François Delaval (1790-1881), peintre ;
- Étienne-Jean Delécluze, (1781-1863), peintre et critique d'art, élève en 1797, auteur de David son école et son temps qui dresse en fin d'ouvrage une liste des élèves de David ;
- Alexis Joseph Depaulis (1790-1867) ;
- Charles Porphyre Alexandre Desains (1789-1862), peintre et littérateur ;
- Eugénie Desaugiers (née Duboys) ;
- André Jean Antoine Despois (1783-1873) ;
- Paul-Émile Destouches (1794-1874) ;
- Georges Devillers, assistant sur le Portrait de Napoléon en costume impérial  ;
- Anatole Devosge (1770-1850), peintre et dessinateur ;
- Louis Benjamin Marie Devouges (1770-1842) ;
- Michel Martin Drolling (1786-1851), peintre, élève en 1806 ;
- Jean-Germain Drouais (1763-1788), peintre, élève en 1782, assistant sur Le Serment des Horaces ;
- François Pierre Dubasty, peintre, cité comme élève de David dans le livret du Salon de 1802 où sous le n° 87, il expose plusieurs portraits ;
- Claude Marie Paul Dubufe (1790-1864) ;
- Mlle Duchosal, née en 1773[12], auparavant élève de Élisabeth Vigée Le Brun, élève de David en 1787 avec les sœurs Marie-Guillemine et Marie-Élisabeth Laville-Leroux; sans doute identique à la demoiselle Duchasal, habitant rue Montmartre, qui présente son autoportrait à l'exposition chez Lebrun en 1791[13] ;
- Jean-Louis Ducis (1775-1847) ;
- Fortuné Dufau (1770-1821), peintre ;
- Jacques-Edme Dumont (1761-1844), sculpteur ;
- Charles Dupaty (1771-1825) ;
- Jean-Marie Dupont-Pingenet ;
- Louis Dupré (1789-1837) ;
- Paul Duqueylar (Hughes Jean François Paul du Queylard, dit) (1771-1845), membre de la secte des Barbus ;
- Laurent Durand-Duclos (1771-1846) ;
- Charles Dusaulchoy (1781-1852) ;
- Pierre Duval Le Camus (1790-1854), portraitiste et peintre de genre ;
- Julie Duvidal de Montferrier (1797-1865).

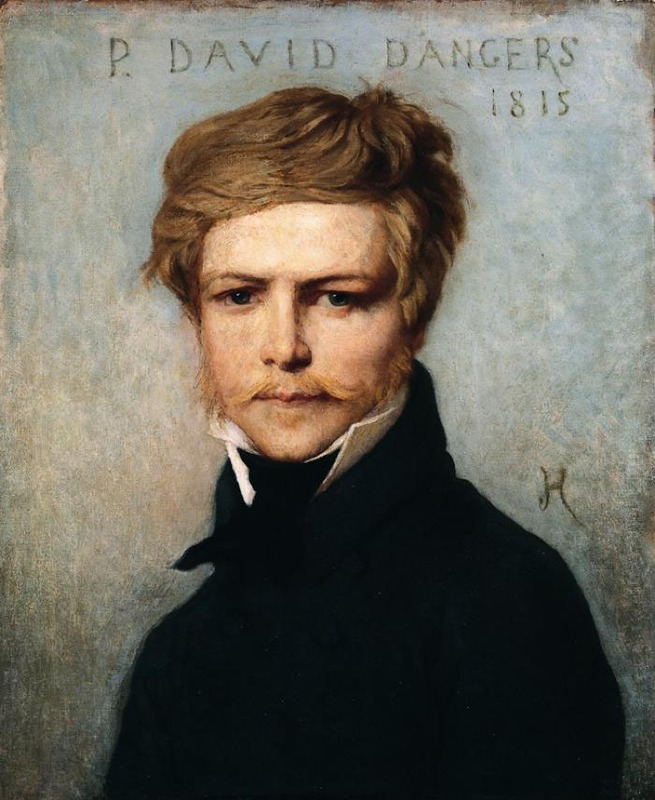
David d'Angers
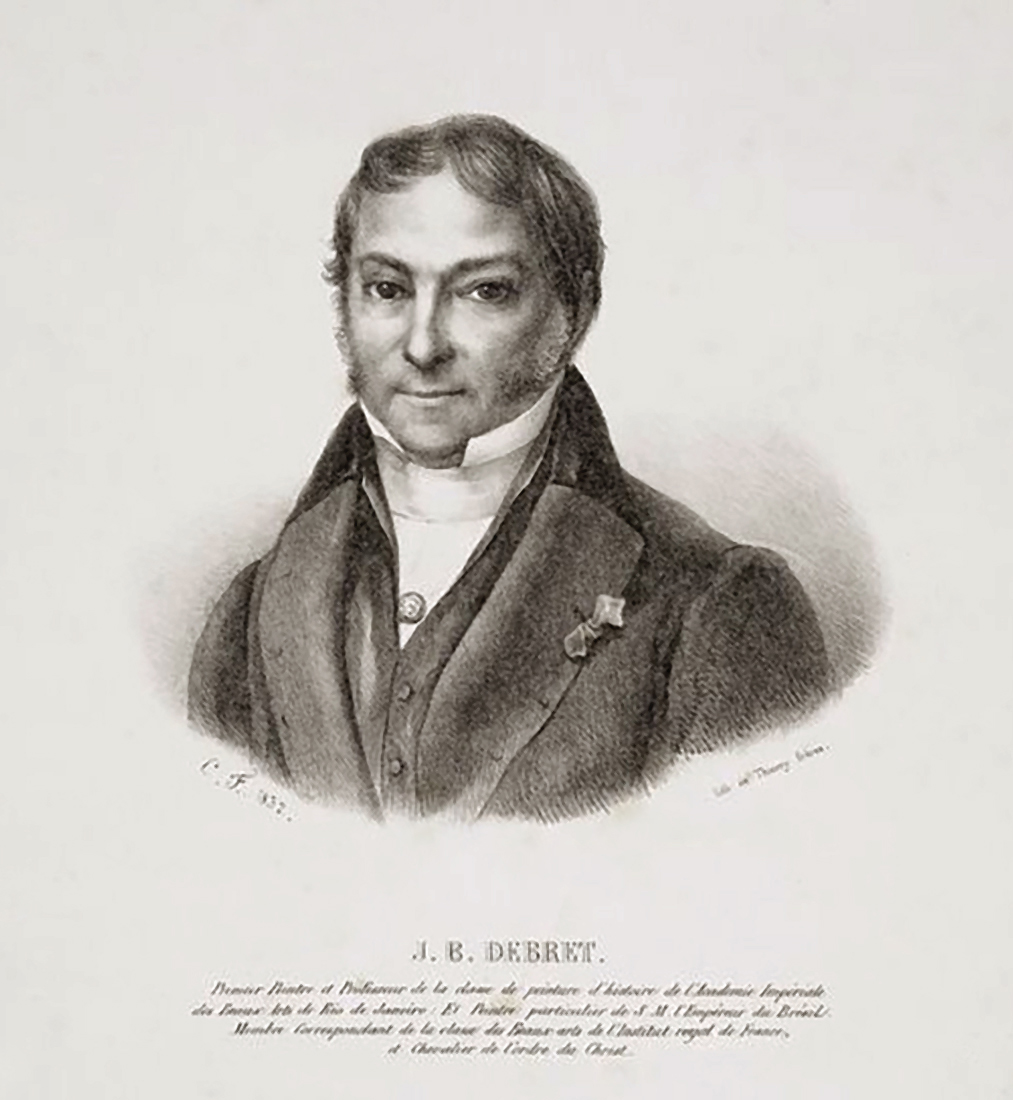
Debret
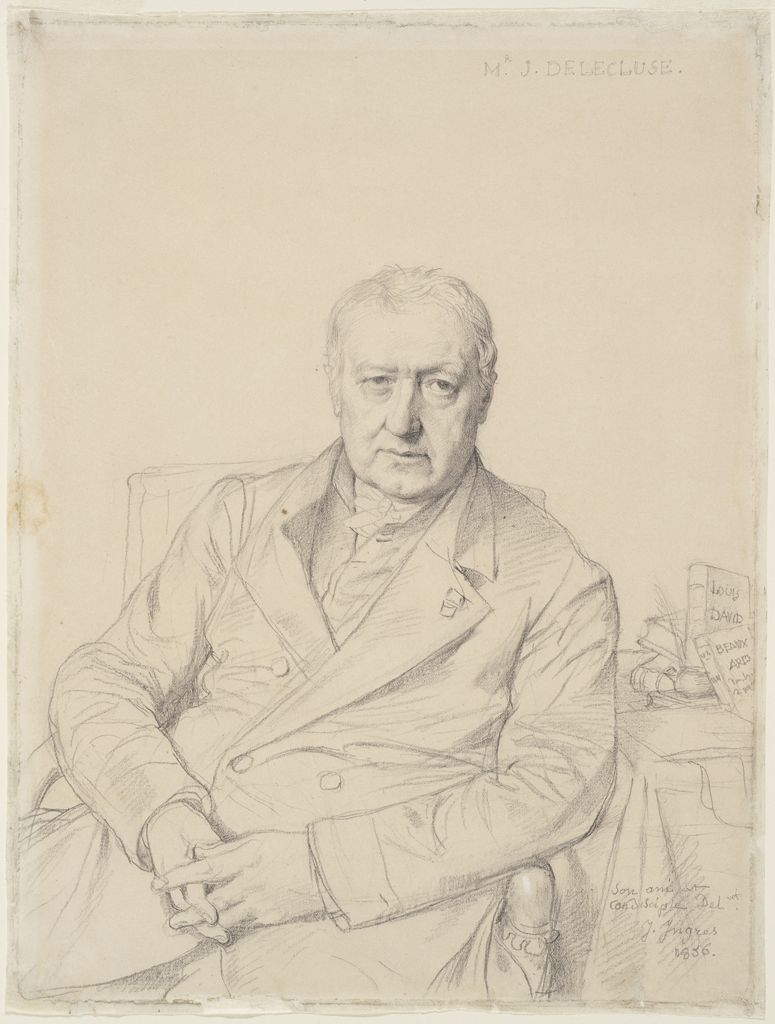
Delécluze
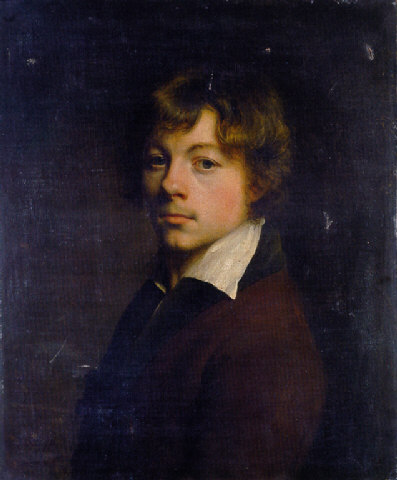
Drolling

### E
- Christoffer Wilhelm Eckersberg (1783-1853), peintre séjourne à l'atelier de David de 1811 à 1813 ; Selon son journal, il rend visite à David le 4 septembre 1811 et devint son élève le 9 septembre de la même année[14]. Il payait chaque mois 24  francs pour les cours à l'atelier de David[15] ;
- Fleury Épinat (1764-1830), paysagiste entre à l'atelier en 1780 et accompagne David lors de son voyage à Rome en 1784 ;
- Jean-Joseph Espercieux (1757-1840), sculpteur.

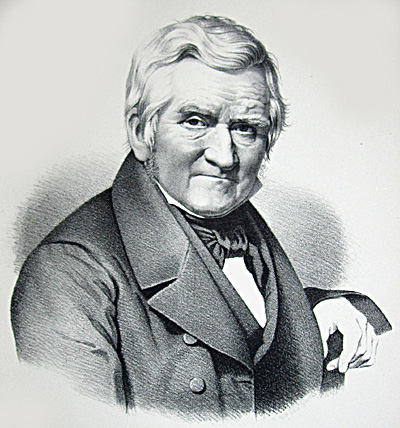
Christoffer Wilhelm Eckersberg

### F
- François-Xavier Fabre (1766-1837), peintre, élève en 1783 ;
- Charles-Antoine Flajoulot (1774-1840), peintre d'histoire et de scènes religieuse, fut le professeur de Gustave Courbet et de Louis Pasteur, des doutes subsistent sur son appartenance à l'atelier de David ;
- Auguste de Forbin (1777-1841), entre à l'atelier en 1797, et le quitte en 1802 ;
- Marie-Anne-Julie Forestier (1789- 1853) ;
- Henri-Joseph de Forestier (1787-1872), également élève de François-André Vincent, prix de Rome en 1813 ;
- Jean-Louis Fouqueur (1786-?), également élève de Regnault ;
- Alexandre-Évariste Fragonard (1780-1850), peintre ;
- Philippe Franck né à Szczecin, peintre d'histoire et portraitiste, salon de 1812; 1824, 1827 ;
- Jean-Pierre Franque (1774 - 1860), assistant sur Les Sabines ;
- Joseph-Boniface Franque (1774–1833), frère de Jean-Pierre Franque ;
- Jacques Marie Noël Frémy (1782-1867), aussi élève de Regnault, peintre d'histoire et de portraits.

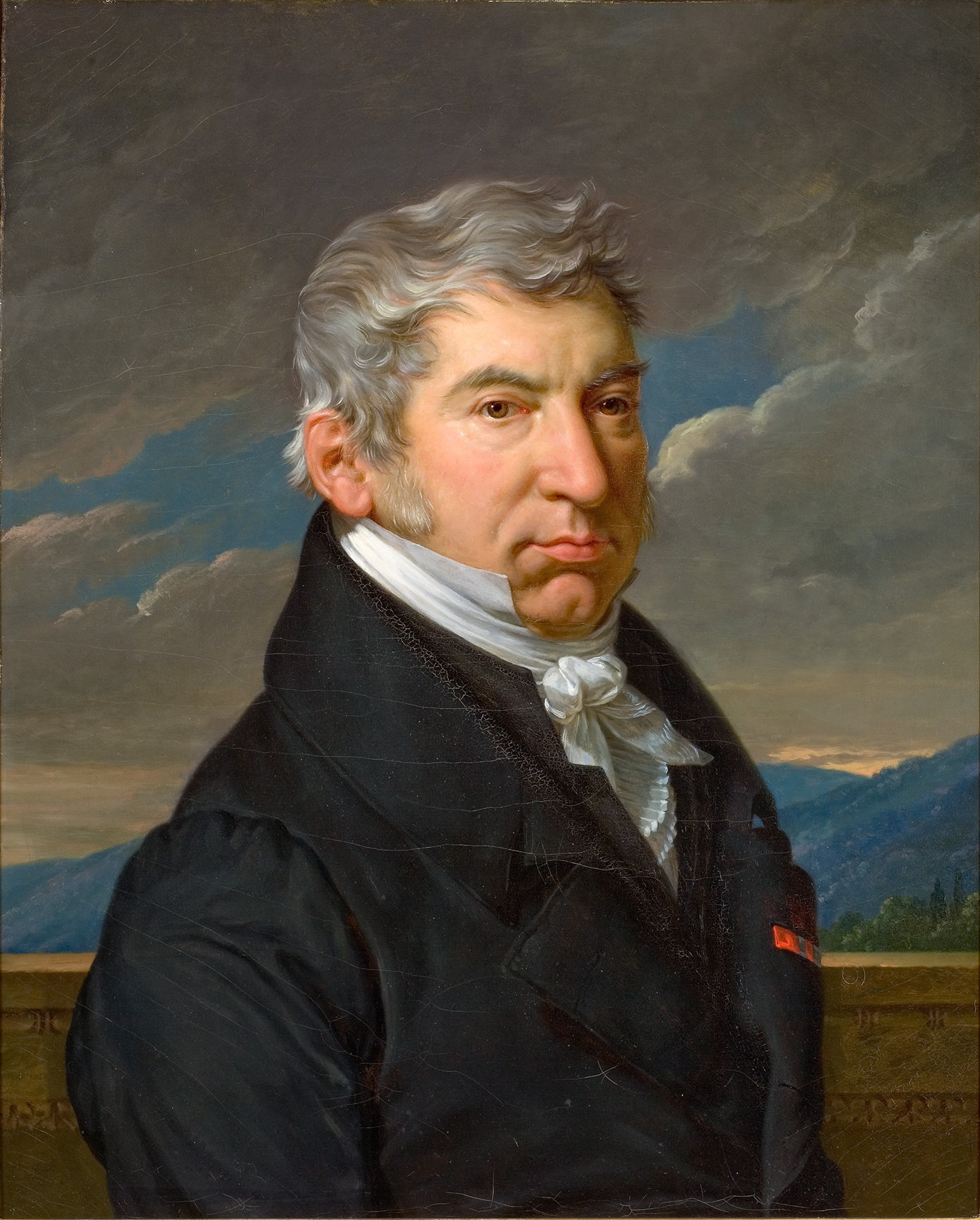
François-Xavier Fabre

### G
- Bernard Gaillot (1780-1847) ;
- Narcisse Garnier (1771-1833) ;
- Jean-François Garneray (1755-1837) ;
- Jean-Bruno Gassies (1786-1832) ;
- Pierre-Marie Bassompierre Gaston (1786-?), peintre et caricaturiste ;
- Louis Gauffier (1761-1801) ;
- Pierre-Claude (dit Claude) Gautherot (1769-1825), peintre, élève en 1787 ;
- Jean-Louis Van Geel (Malines 1787 - Bruxelles 1852), statuaire, entre à l'atelier de David en 1809[16] ;
- Jean Baptiste Genty (1767-1825) ;
- Jean Georget (1763-1823), peintre céramiste ;
- François Gérard (1770-1837), peintre, élève en 1786, assistant sur La mort de Lepelletier de Saint-Fargeau ;
- Anne-Louis Girodet de Roucy-Triosson (1767-1824), peintre, élève en 1784 ;
- Francois-Simon-Alphonse Giroux (1776 - 1848), peintre, puis célèbre marchand de meubles et d'objets d'art ;
- Jean-Antoine-Théodore Giroust (1753-1817) ;
- Antoine Abraham Goujon-Devilliers (1784-1818), graveur ;
- Goupilleau de Fontenay ;
- Jacques Louis Michel Grandin (1780-?) ;
- François Marius Granet, (1775-1849), peintre, élève en 1796 ;
- Jean-Pierre Granger (1779-1840), prix de Rome en 1800, également élève de Regnault ;
- Albert Grégorius (1774-1853) ;
- François Grenier de Saint-Martin (Francisque Martin Grenier, dit) (1793-1867), peintre d'histoire et de genre aussi élève de Guérin[17] ;
- Antoine-Jean Gros (1771-1835), peintre, élève en 1785 ;
- Julien-Michel Gué (1789-1843), peintre décorateur ;
- Jean Urbain Guérin (1761-1836), peintre miniaturiste ;
- Pierre Sébastien Guersant (1789-1853), sculpteur ;
- Alexandre Charles Guillemot (1786-1831).

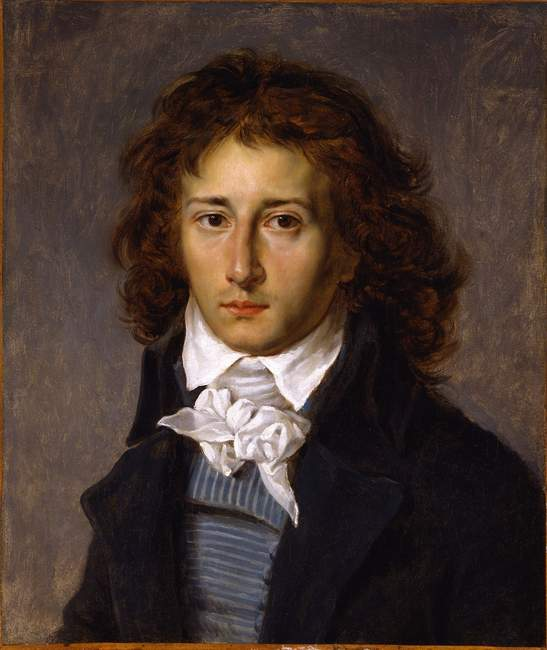
François Gérard
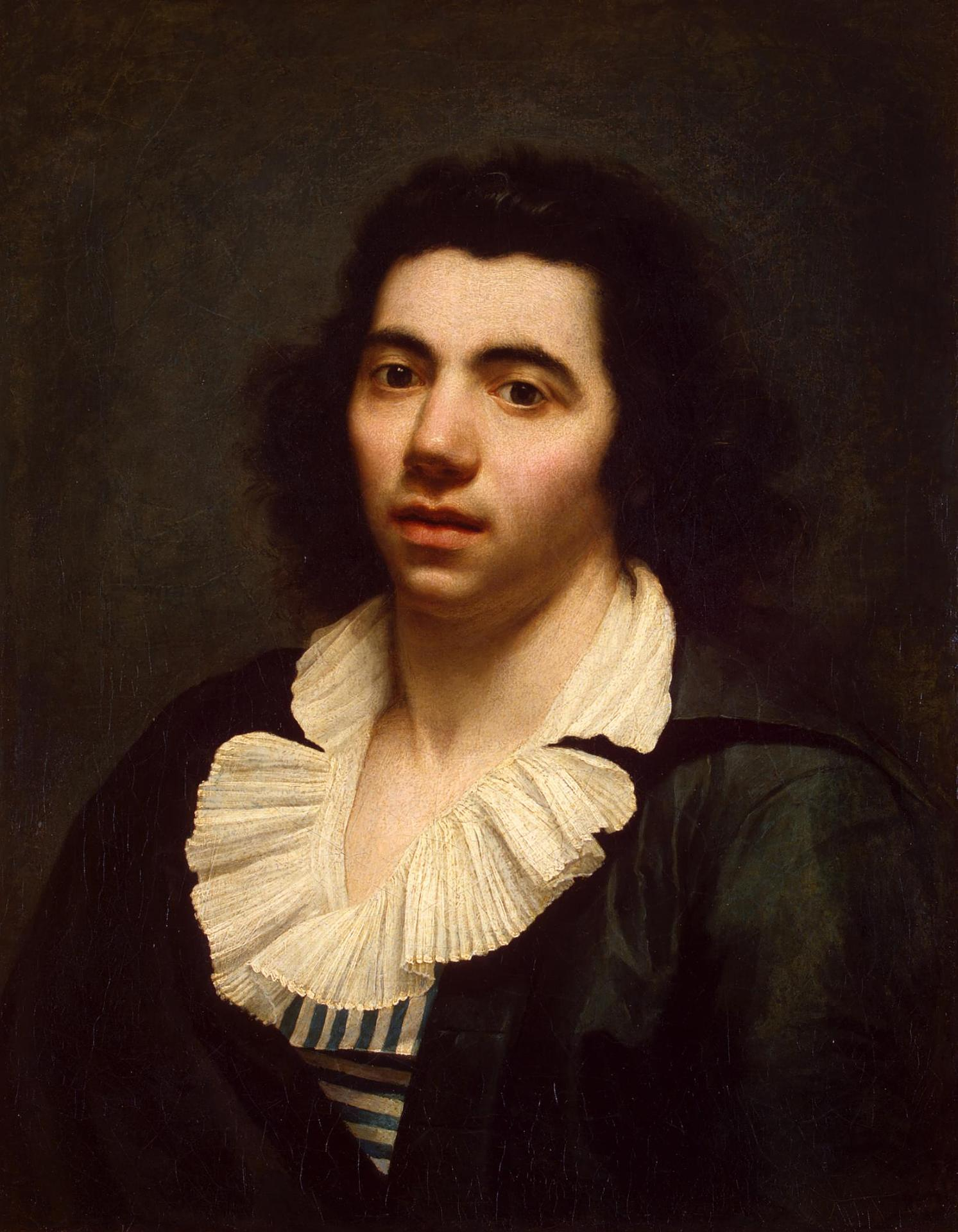
Girodet-Trioson
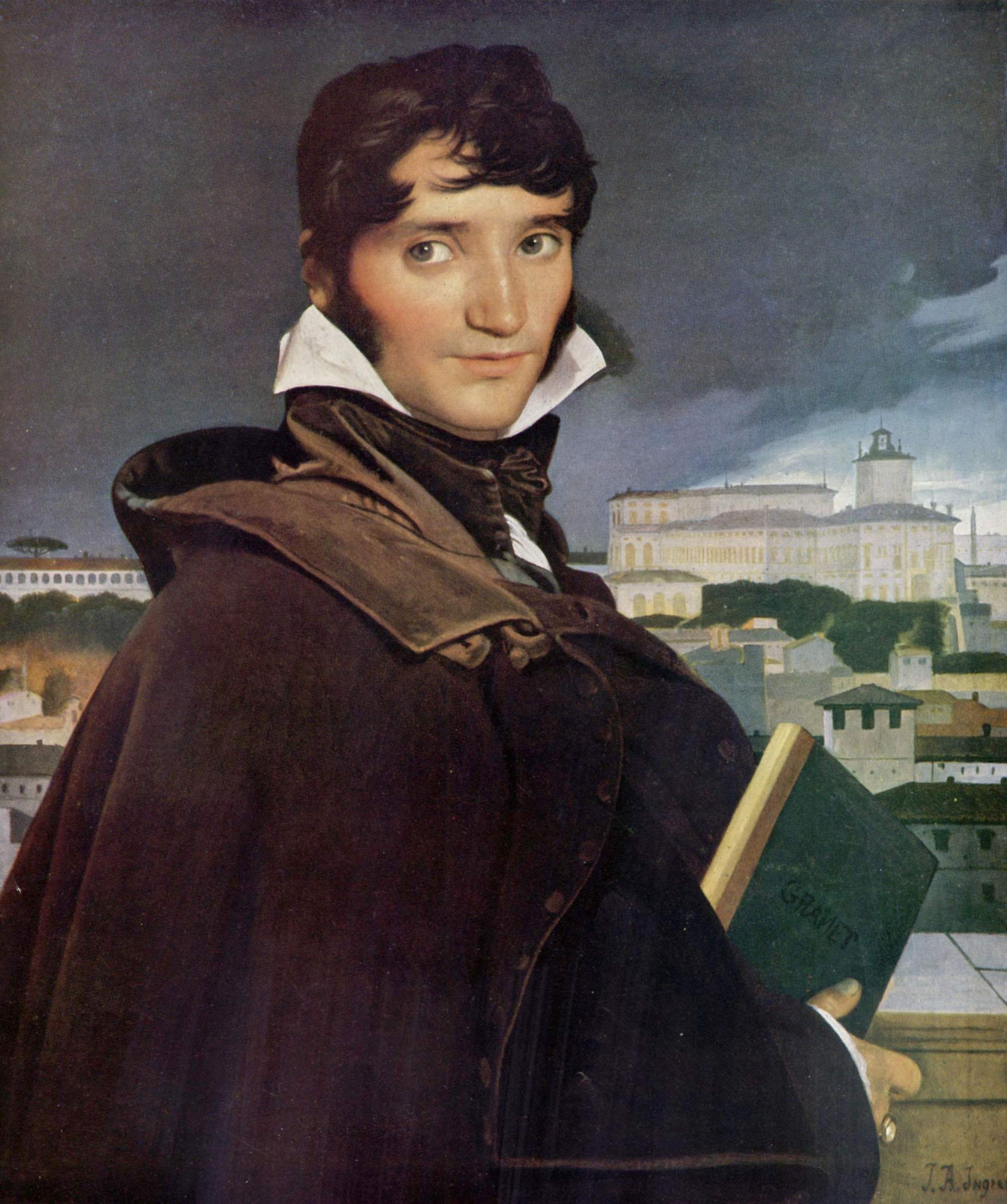
Granet
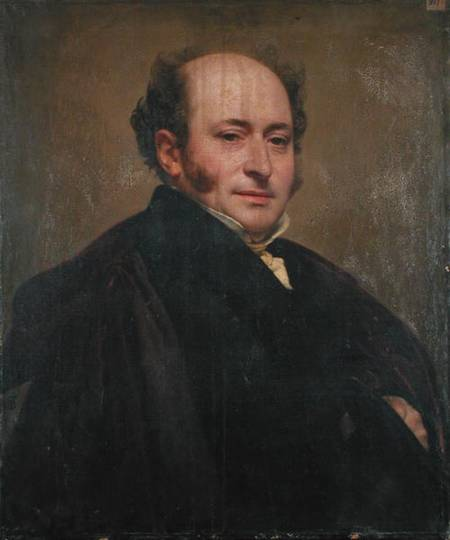
Granger
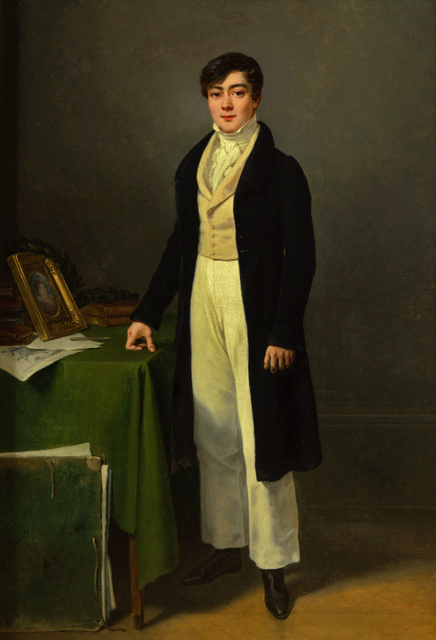
Grenier de Saint-Martin
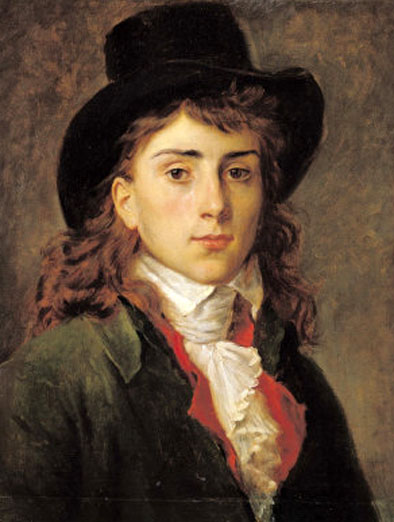
Antoine-Jean Gros

### H
- Hendrik Van der Haert (1790-1846) ;
- Hanin, cité par François Alexandre Pernot dans son journal comme élève de David et originaire de Joinville. Cet artiste est aussi mentionné par Étienne-Jean Delécluze  cf. Louis David, son école  son temps,  édition de 1983, p. 501 ;
- Pieter Van Hanselaere (nl) (1786-1862), peintre élève en 1809 ;
- Charles-Achille d'Hardiviller (1795-1835), peinture d'histoire et portrait, maître de dessin du duc de Bordeaux ;
- Fulchran-Jean Harriet (1776-1805) ;
- Jean-Jacques Hauer, en allemand Johann Jakob Hauer, (1751-1829) ;
- Olivier d'Hautpoul (1782-1851), marquis d'Hautpoul-Félines, deux tableaux connus[18] ;
- Philippe-Auguste Hennequin (1762-1833), peintre, élève en 1781 ;
- Marc-Antoine Hervier, peintre miniaturiste ;
- Louis Hersent (1777-1860) ;
- Henri-Joseph Hesse (1781-1849), portraitiste aussi élève d'Isabey[19] ;
- Jean-François Hollier (1772-1845), également élève d'Isabey, peintre en miniature ;
- Jean-Marie Hooghstoel (1761-1843) ;
- Frédéric Christophe d'Houdetot (1778-1859), homme politique, fréquenta les ateliers de David et Regnault en 1798 ;
- Comtesse Louise-Rose-Julie Hugo (née Duvidal de Montferrier) (1797-1865) ;
- Victor Hubert (1786-?), également élève de Guérin, peinture religieuse ;
- Mlle Huin, miniaturiste ;
- Jean-Nicolas Huyot (1780-1840).

### I
- Jean-Auguste-Dominique Ingres (1780-1867), peintre, entre à l'atelier vers la fin 1797, prix de Rome en 1801, assistant sur Le portrait de madame Récamier et Les Sabines ;
- Jean-Baptiste Isabey (1767-1855), peintre miniaturiste, élève en 1786, assistant sur Paris et Hélène.

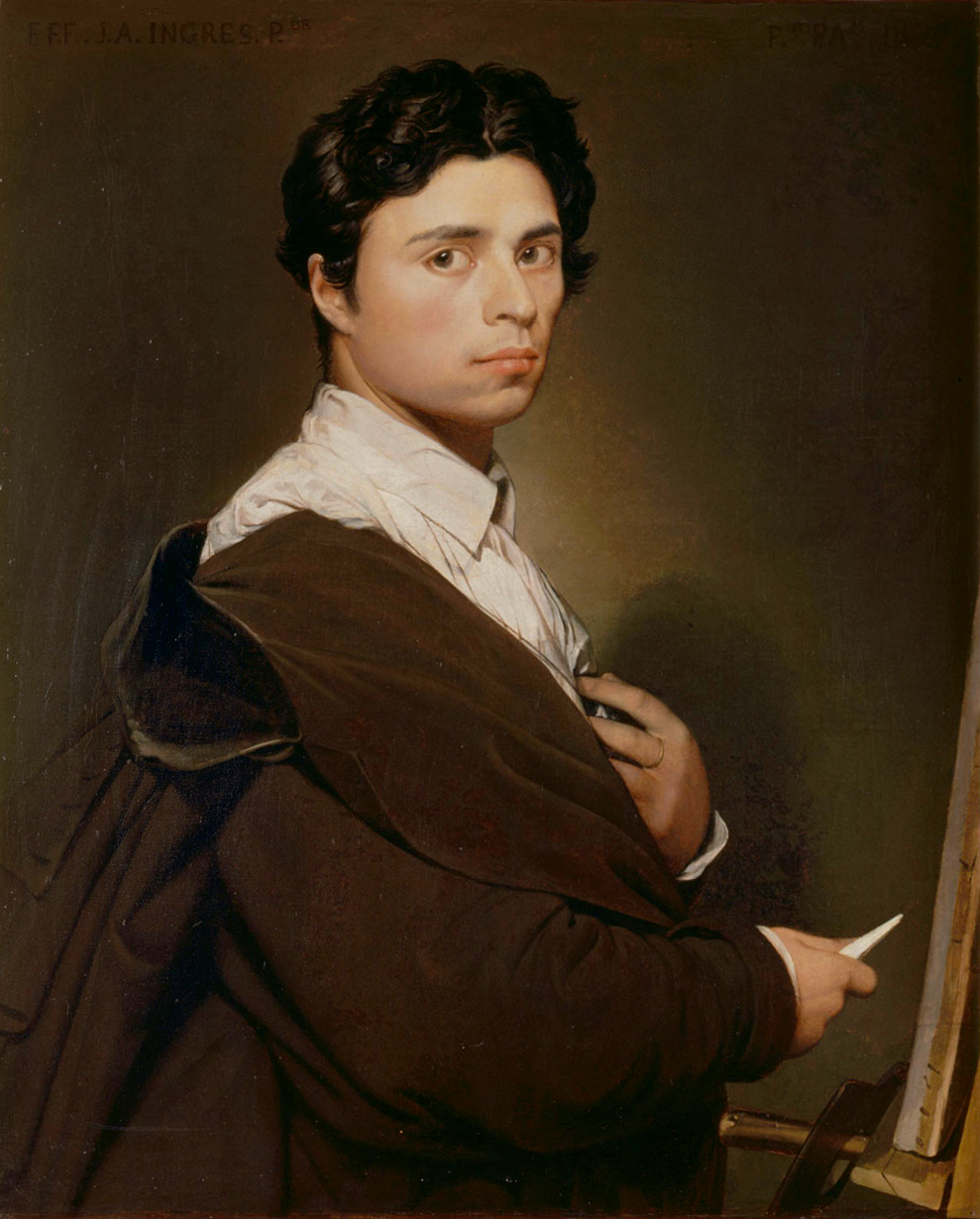
Ingres
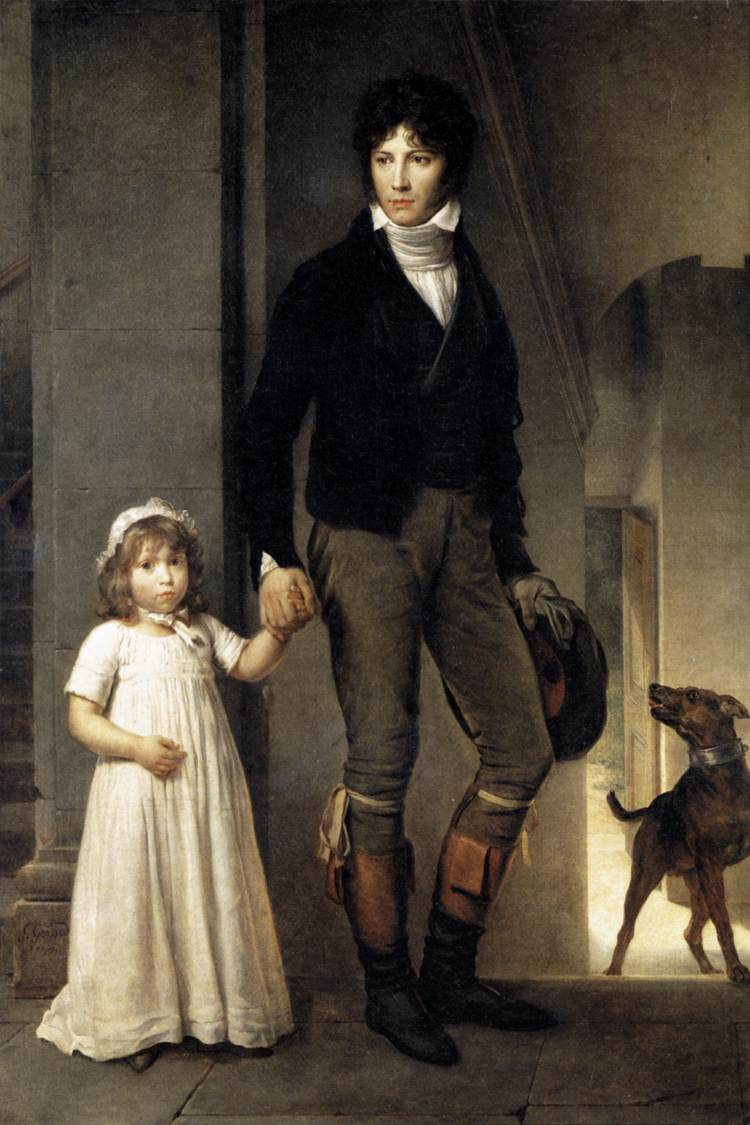
Isabey

### J
- Nicolas Henri Jacob (1782–1871), également élève de Raphael Morghen, peintre d'histoire et de portraits[20] ;
- Nicolas Jacques (1780-1844), miniaturiste ;
- Joseph Jauffret (1781-1836), élève en 1800[21] ;
- Pierre Jeuffrain, peintre (1772-1802)[22], élève en 1801 ;
- Jean-Baptiste-Joseph Jorand (1788-1850) ;
- Claude Jovet d'Autun (?-1842), peintre et archéologue, conservateur de la bibliothèque d'Autun ;
- Christophe Jusky (1794-1878), peintre et collectionneur, entre dans l'atelier en 1812.

### K
- Jean-Jacques Karpff, dit Casimir (1770-1829) ;
- Adèle Kindt (1804-1894) ;
- Pieter Rudolph Kleyn (1795-1816), élève en 1801 ;
- F.A. von Klinkowstrom ;
- Willem Bartel van der Kooi (1768-1836), portraitiste néerlandais[23] ;
- Per Krafft le jeune (sv) II (1777-1863), portraitiste suédois, entre à l'atelier de David en 1796[24] ;
- Johann Peter Krafft (1780-1856), peintre austro-allemand, portraitiste, entre à l'atelier de David vers 1802 ;
- Jan Adam Kruseman (1804-1862), peintre hollandais, élève en 1821-1824[25].

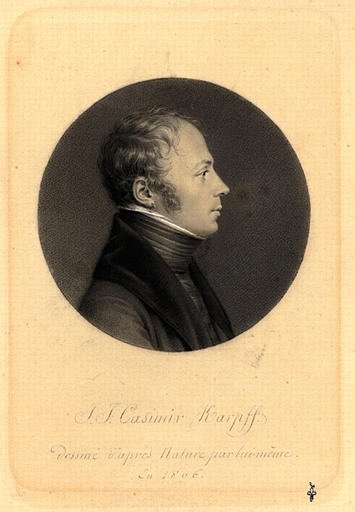
Jean-Jacques Karpff
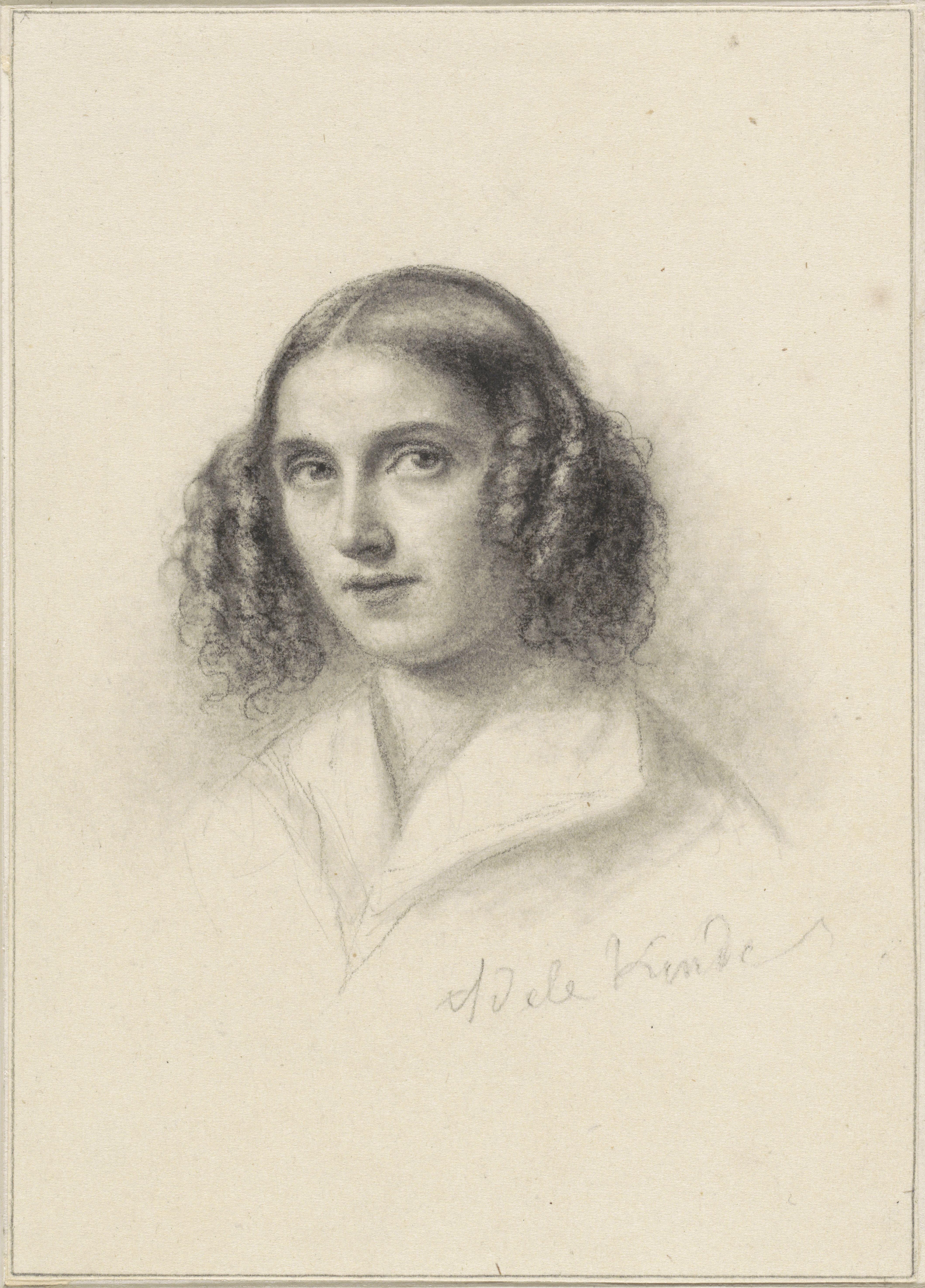
Adèle Kindt
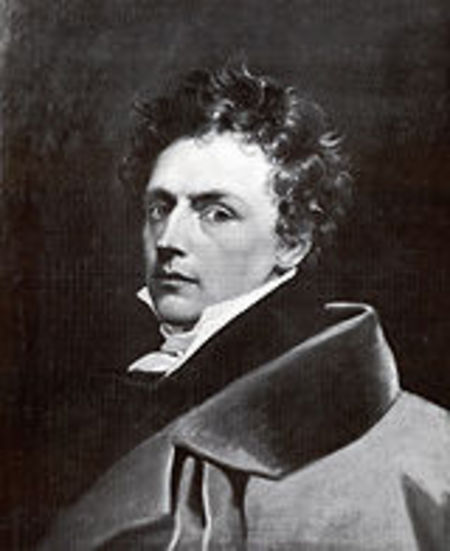
Johann Peter Krafft
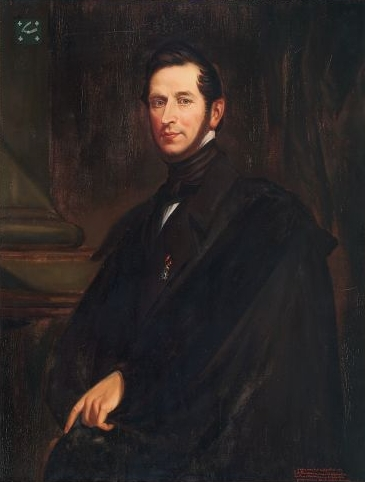
Jan Adam Kruseman

### L
- Auguste-François Laby (1784-1860), portraitiste ;
- François-Joseph-Paul Lacoma (1778-1849), portraitiste espagnol ;
- Pierre Lacroix (1783-1856), également élève de Gros ;
- Jean-Louis-César Lair (1781-1828), également élève de Regnault ;
- Guillaume de la Madeleine, portraitiste et professeur ;
- Zoë de La Madeleine, peintre de genre et portraits, également élève de son époux Guillaume de la Madeleine ;
- Jean-Louis Laneuville (1748-1826), peintre portraitiste, marchand d'art et expert ;
- Eustache-Hyacinthe Langlois (1777-1837), peintre et graveur ;
- Jérôme-Martin Langlois (1779-1838), peintre, assistant sur Les Sabines, Bonaparte au Grand saint-Bernard ;
- Alexandre Victor de Lassus (1781-après 1830), peintre d'histoire ;
- Marie-Élisabeth Laville-Leroux (1768-1826), élève en 1787, sœur de Marie-Guillemine Benoit ;
- Charles-Jacques Lebel (1772-1830), peintre d'histoire premier professeur de Nicolas-Toussaint Charlet[26] ;
- Jean-François Le Breton (1761-après 1848), professeur de dessin ;
- Louis-Alexis Lecerf (1787-apr. 1844), portraitiste ;
- Louis-Félix Legendre (1794-1862), peintre d'histoire ;
- Louis Nicolas Lemasle (1788-1870) ;
- Louis Jean Népomucène Lemercier (1771-1840), poète[27] ;
- Zélia Octavie Lenoir (1795-1813), fille d'Alexandre Lenoir et Adélaïde Binart[28] ;
- Charles Édouard Le Prince (baron de Crespy) (1784-1851)[29] ;
- Hippolyte Joseph Lequeutre (1793-1877), miniaturiste ;
- Louis-René Letronne (1788-1841), miniaturiste ;
- Esprit-Aimé Libour (1784-1845), également élève de Gros ;
- Jean Auguste Édouard Liénard (1779-1848), peintre ;
- Claudio Linati (1790-1832), peintre et lithographe italien ;
- Étienne Loche (1786-1849) ;
- Adolphe Lullin (1780-1806), élève en 1797 ;
- Johan Ludwig Lund (1777-1867), peintre d'histoire, élève danois de David de 1800 à 1802.

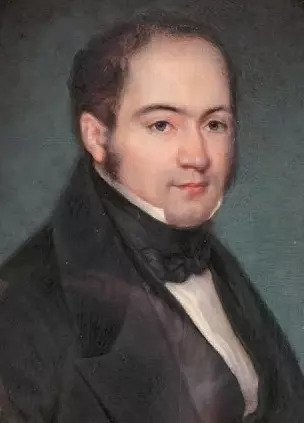
Hippolyte Lequeutre
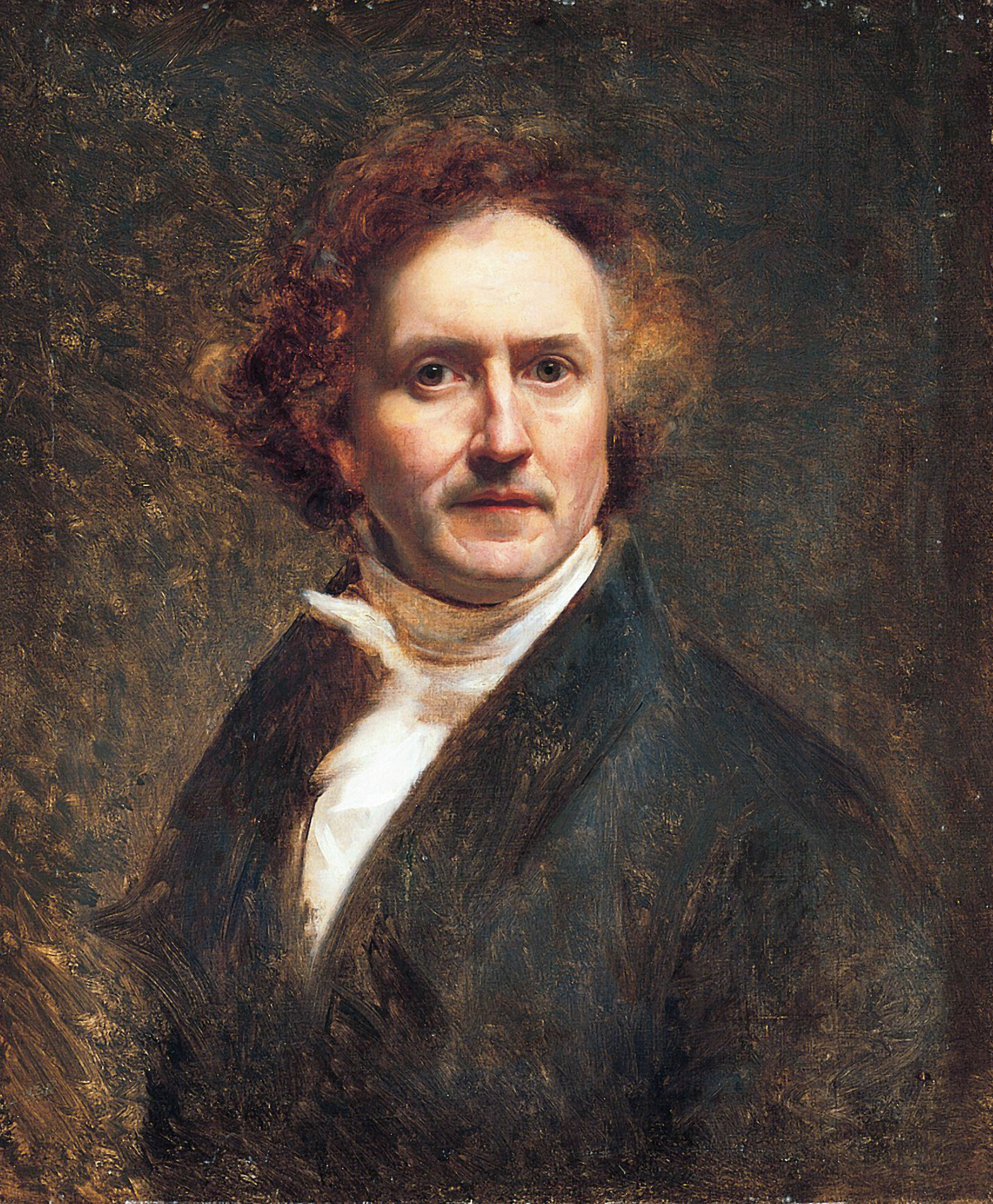
Jérôme-Martin Langlois
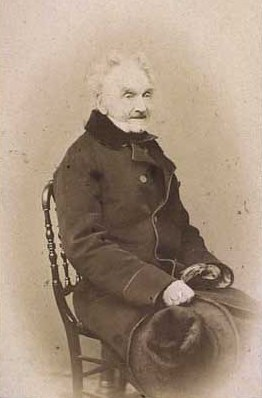
Johan Ludvig Lund

### M
- Jean-Baptiste Madou (1796-1877) ;
- José de Madrazo y Agudo (1781-1859) ;
- Félix Massard (1773-?) ;
- Jean Baptiste Raphaël Urbain Massard (1775-1843), graveur ;
- Constance Mayer (1774-1821) ;
- Jean-René Méliand (1782-1831), né à Nogent-le-Rotrou, peintre[30] ;
- Achille Etna Michallon (1796-1822) ;
- Alexis-Pierre Milon (1784-1859), également élève de Bertin[31] ;
- Woutherus Mol (1785-1857), élève hollandais de David de 1808 à 1810 ;
- Angélique Mongez, née Levol (1775-1855) ;
- Monrose le jeune (ou Barizain), élève en 1805 proche de la secte des Barbus, frère de l'acteur de théâtre Louis Monrose ;
- Élie Honoré Montagny (vers 1782-1864), peintre à la cour de Naples ;
- Charles Moreau (vers 1764-vers 1827), architecte et peintre, assistant sur Le serment du Jeu de Paume chargé des perspectives ;
- Antoine-Alexandre Morel (1765-1829), graveur[32],[33],[34] ;
- Moriès, élève, Delécluze écrit de lui : Cet aimable et brave homme n'a laissé aucun ouvrage qui puisse consacrer sa mémoire[35] ;
- Francois-Henri Mulard (1769-1850) ;
- Charles-François Muller (1789-1855), peintre d'histoire et de portraits ;
- Jacob Munch (en) (1776 -1839), peintre norvégien, fréquente l'atelier vers 1806-1810[36].

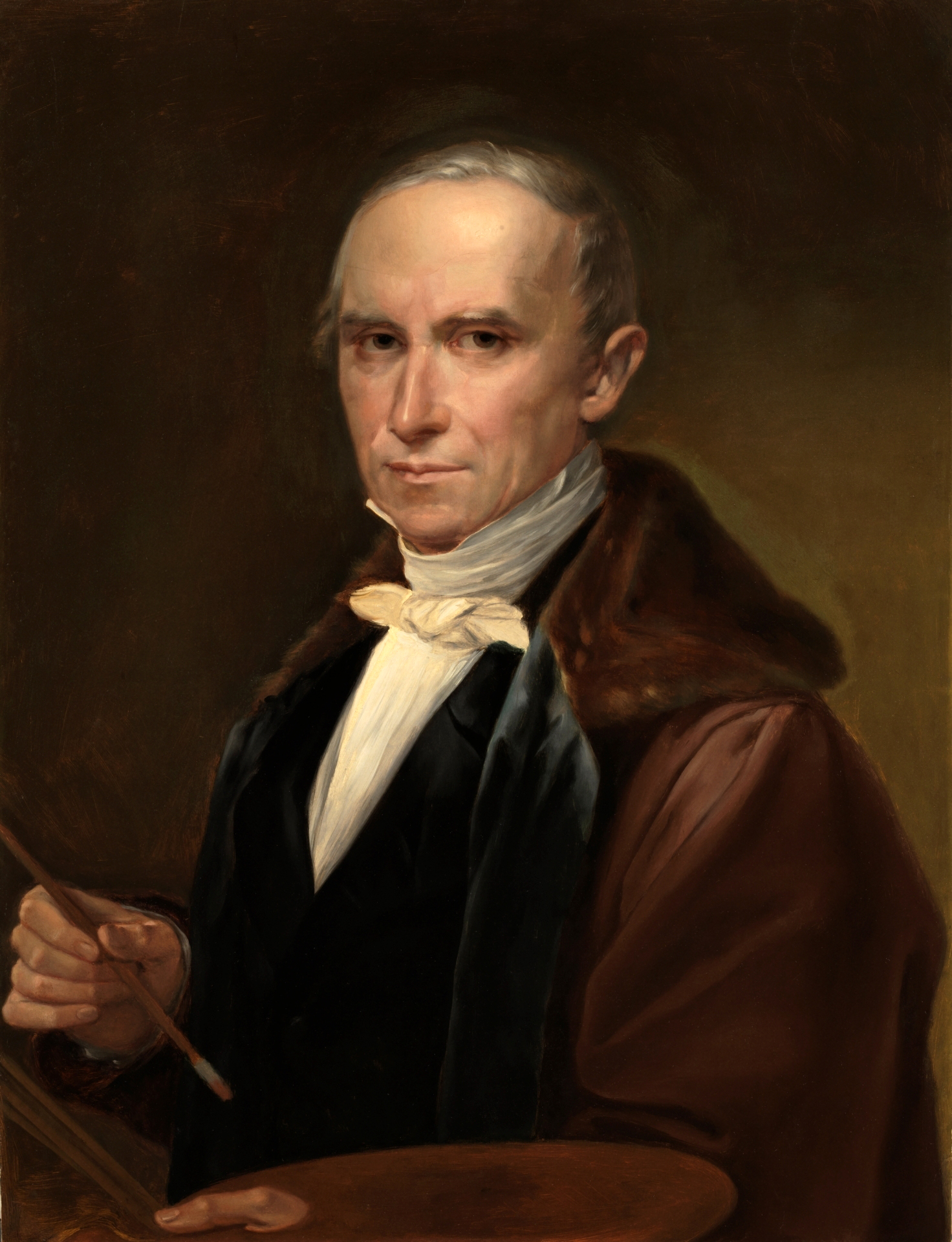
José de Madrazo y Agudo
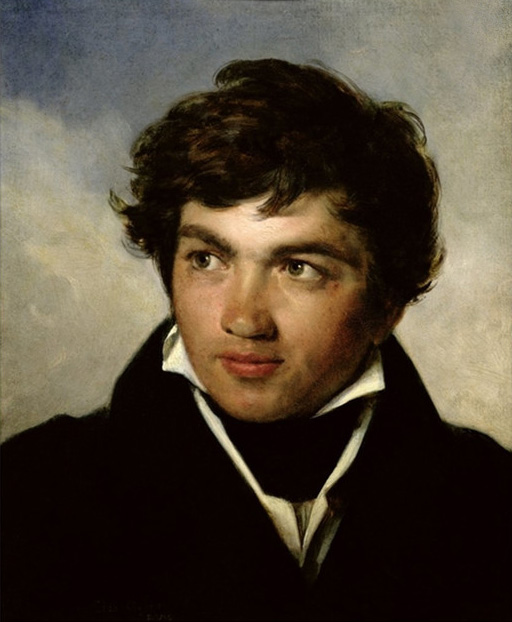
Achille Etna Michallon
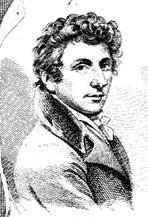
Woutherus Mol
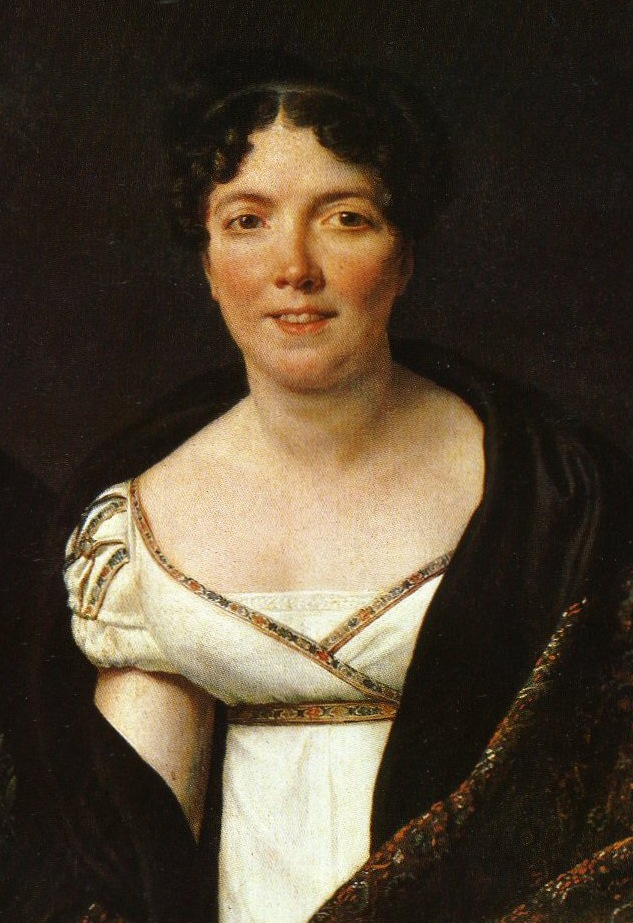
Angélique Mongez

### N
- Jean-Guillaume-Elzidor Naigeon (1797-1867)
- François-Joseph Navez (1787-1869)
- Alphonse Alexandre Niquevert (Janville, 1776 - 1860)[37]
- Alexis Nicolas Noël (1792-1879)

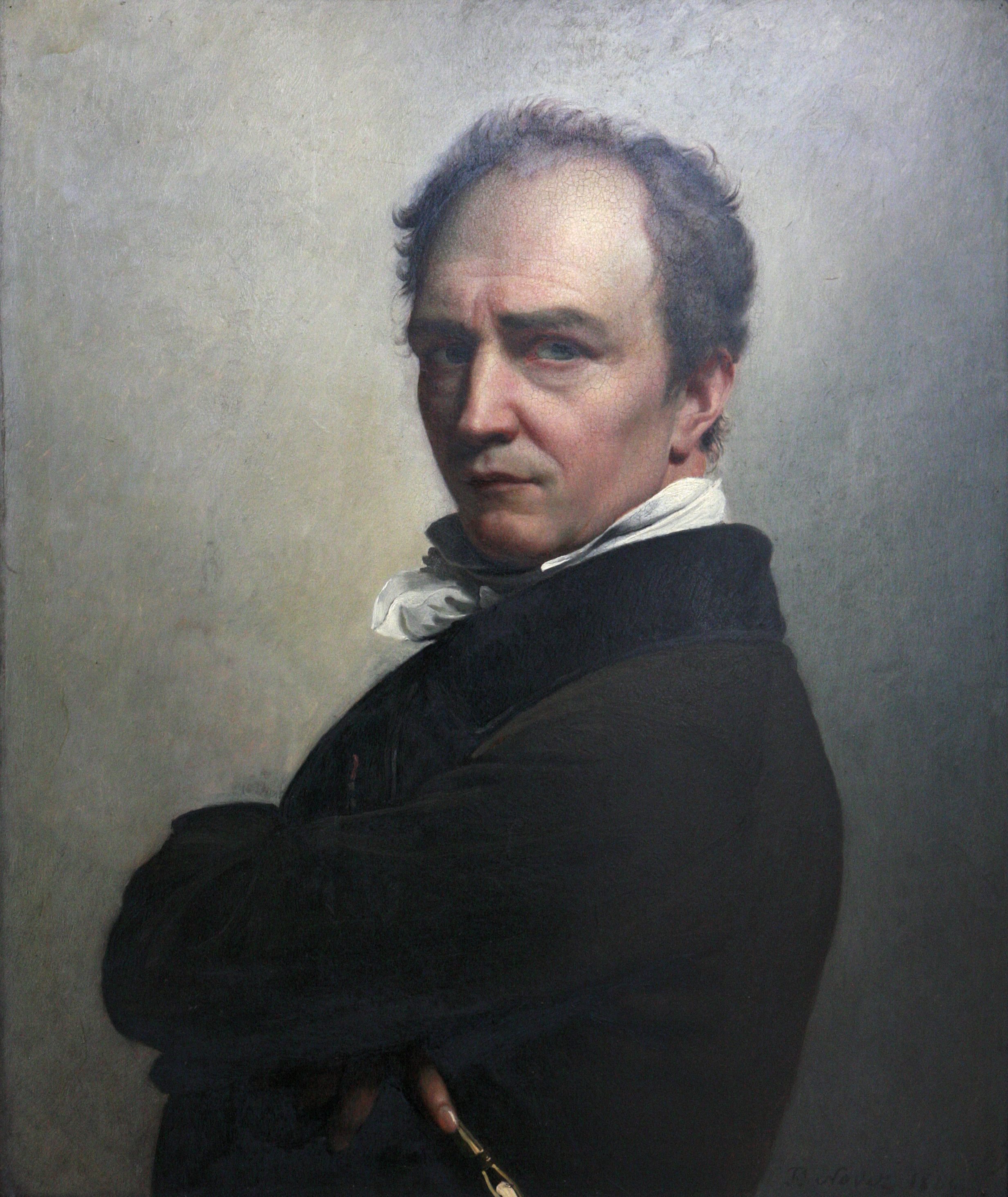
Autoportrait de Navez, Bruxelles, Musées royaux des beaux-arts de Belgique

### O
- Joseph-Denis Odevaere (1775-1830), peintre, élève en 1801 ;
- Hans Jakob Oeri (1782-1868), peintre suisse ;
- Józef Oleszkiewicz (en) (vers 1777-1830), peintre polono-lituanien.

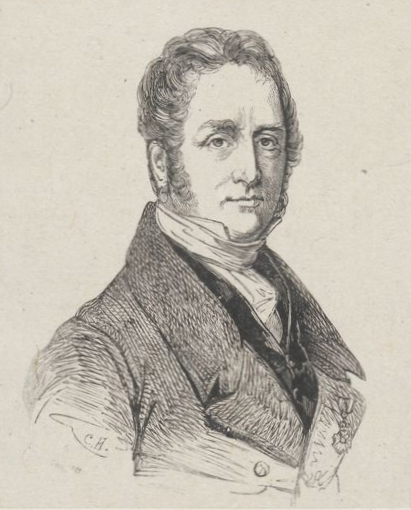
Odevaere
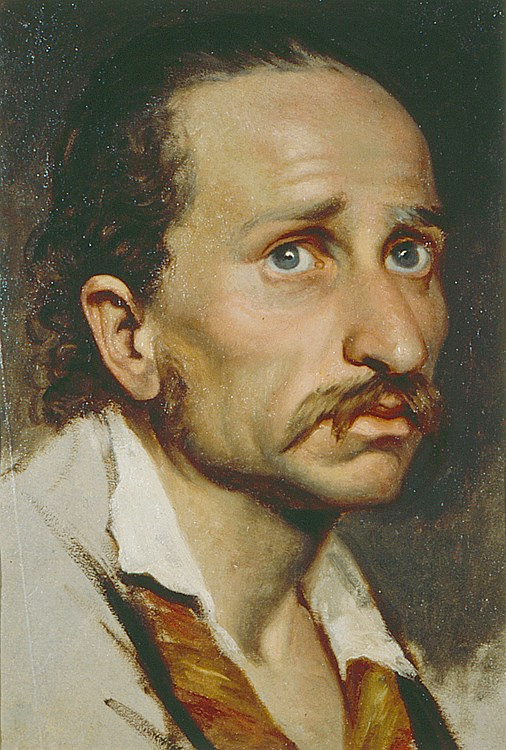
Oeri

### P
- Joseph Paelinck (1781-1839), peintre ;
- Amable Louis Claude Pagnest (1790-1819) ;
- Jacques-Nicolas Paillot de Montabert (1771-1849), peintre et théoricien des arts ;
- Jacques Augustin Catherine Pajou (1766-1828), peintre ;
- Louis-Georges Paradis (1797-ap. 1850), également élève de Gros[38] ;
- Jean-Baptiste Parelle (1790-1837), peintre ;
- Edme-Gratien Parizeau (1783-1861), dessinateur ;
- François-Auguste Parseval-Grandmaison (1759-1834), peintre et poète ;
- Johann David Passavant (1787-1861), peintre et historien d'art allemand[39] ;
- Pierre Paté-Desormes (1777-?), peintre de portraits ;
- Jean-Pierre Péquignot (1765-1807), peintre paysagiste, proche ami de Girodet[40] ;
- Rembrandt Peale (1778-1860), peintre portraitiste, a étudié chez David lors de deux voyages d'études en 1808 et 1809-1810[41] ;
- Louis-Alexandre Péron (1776-1855), peintre et professeur de dessin ;
- Marie-Anne Pierrette Paulze-Lavoisier (1758-1836), épouse du chimiste Antoine Lavoisier, élève à titre privé ;
- Antoine-Hilaire-Henri Périé de Senovert (1780-1833), peintre et professeur de dessin, membre de la secte des Barbus ;
- Louis-Marie Petit, miniaturiste, également élève de Moitte ;
- Philippe Peyranne (Toulouse, 1780-Tarare, 1865)[42] ;
- Jean-Baptiste Peytavin (1767-1855) ;
- Charles-François Phelippes (1790-1867) ;
- François-Édouard Picot (1786-1868) ;
- Édouard-Henri-Théophile Pingret (1785-1869), également élève de Regnault ;
- Isidore Péan du Pavillon (1790-1856), peintre d'histoire né à Nantes ;
- Auguste-Louis Piot-Ansermier (1784-1868), peintre de portraits. Sa présence dans l'atelier de David est attesté par un certificat du maître[43] ;
- Pierre Poisson (1786-?), peintre d'histoire et de portraits ;
- Marie-Nicolas Ponce-Camus (1778-1839) ;
- Jean-Auguste Poussin, professeur de peinture à l'île Bourbon ;
- Louis Prot (XIXe), peintre.

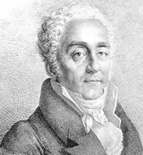
François-Auguste Parseval-Grandmaison
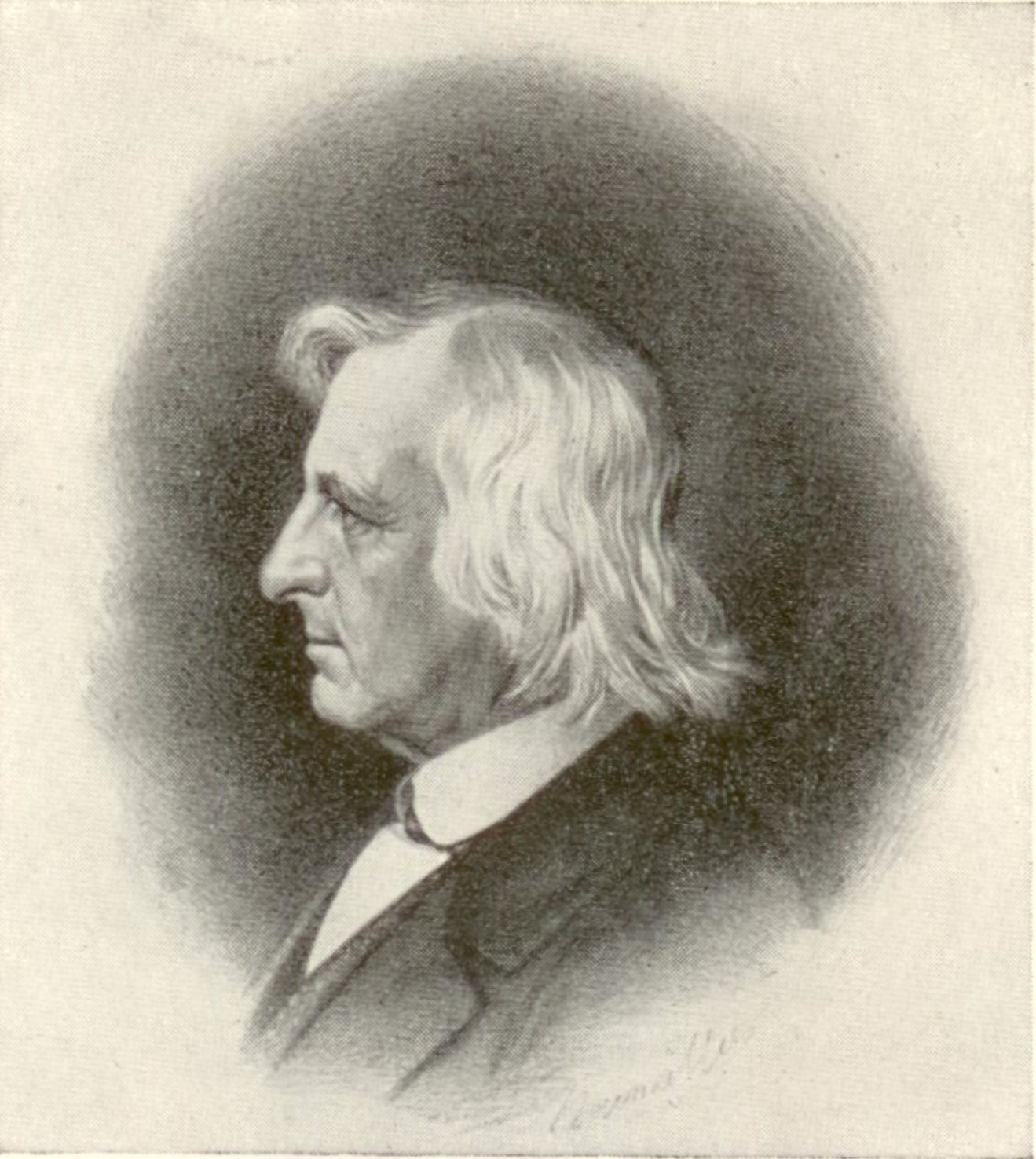
Johann David Passavant
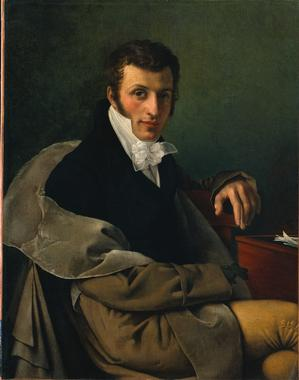
Joseph Paelinck
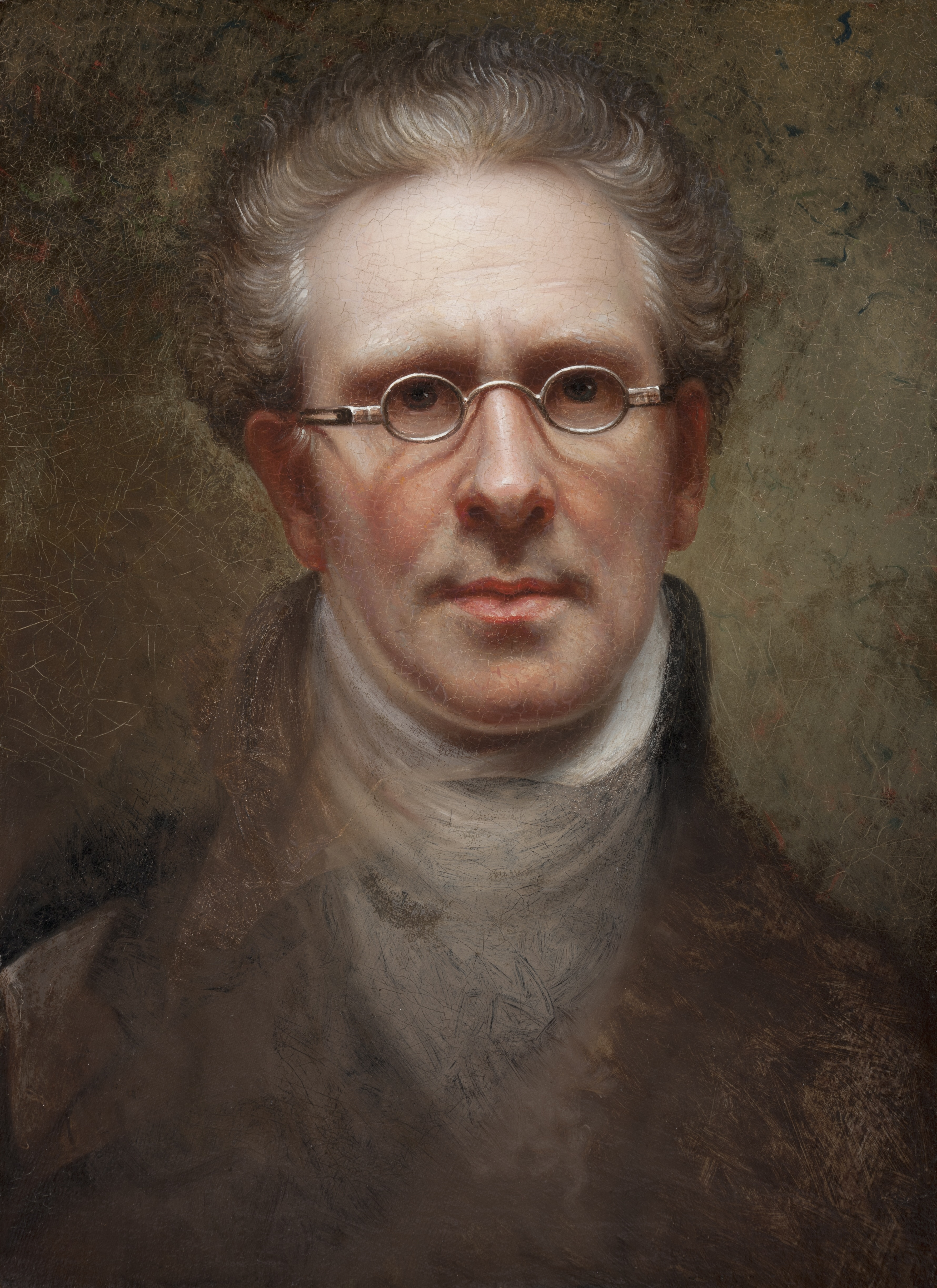
Rembrandt Peale

### Q
- Pierre-Maurice Quay (1777-1803), peintre, chef de la secte des Barbus ;

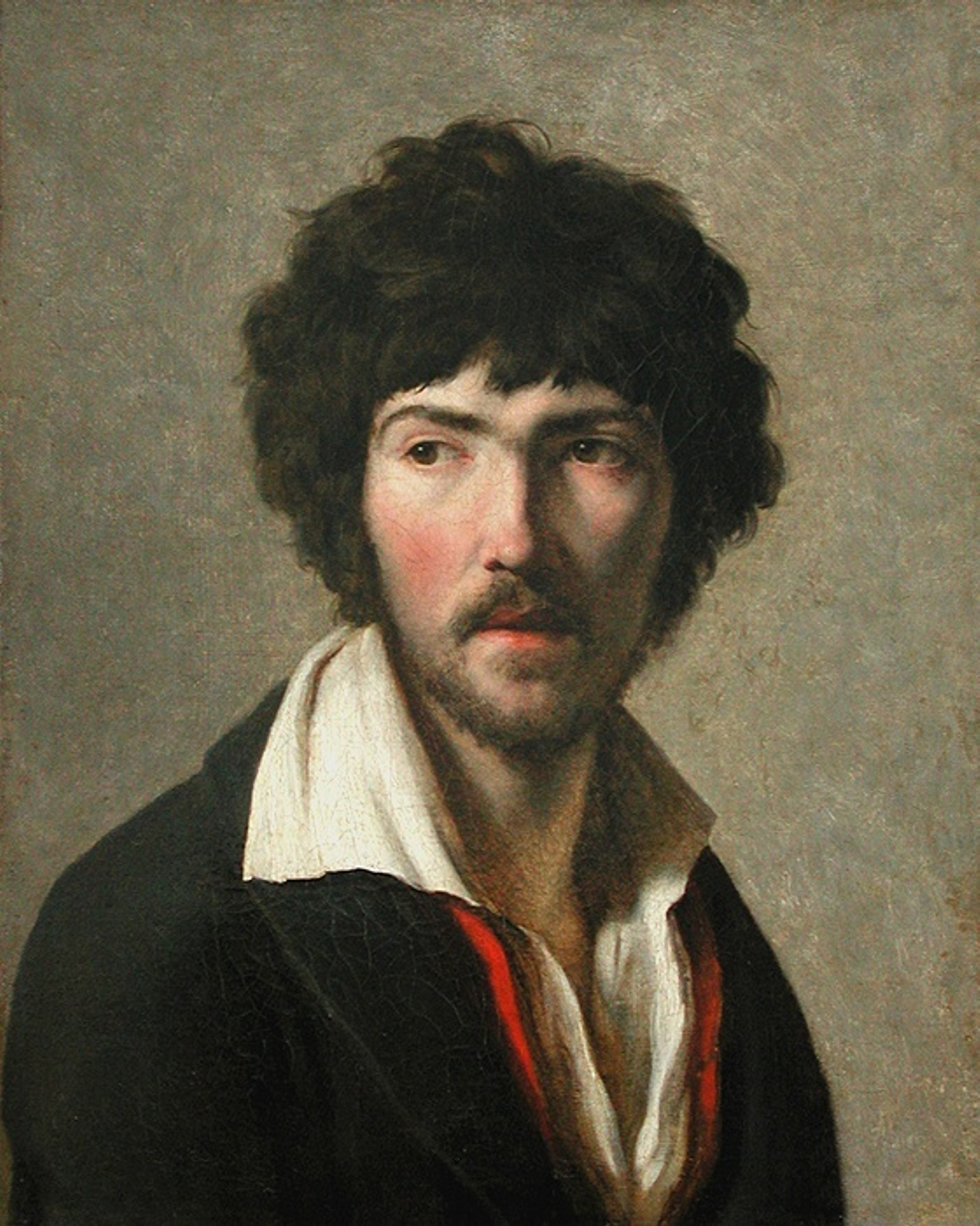
Pierre-Maurice Quay

### R
- Johann Anton Ramboux (1790-1866) ;
- François-Gédéon Reverdin (1772-1828), peintre, dessinateur, graveur ;
- Pierre Révoil (1776-1842), peintre, élève en 1796 ;
- Juan Antonio de Ribera (1779-1860) ;
- Fleury François Richard (1777-1852) ;
- Henri-François Riesener (1767-1828), portraitiste, auparavant élève d'Antoine Vestier, puis de François-André Vincent ;
- Louis-Édouard Rioult (1790-1855), également élève de Regnault ;
- Louis Léopold Robert (1794-1835), peintre, élève en 1812 ;
- Barthélemy Joseph Fulcran Roger (1770-1841), peintre, graveur, illustrateur ;
- Benjamin Rolland (1777-1855), peintre, élève en 1796[44] ;
- Guillaume Roques, peintre, élève en 1801, fils du peintre Joseph Roques ;
- Georges Rouget (1783-1869), peintre, élève en 1797, second prix de Rome, assistant sur Bonaparte au Grand-Saint-Bernard, le Sacre de Napoléon, Léonidas aux Thermopyles ;
- Jean-Sébastien Rouillard (1787-1852) ;
- Sophie Rude (née Fremiet) (1797-1867) ;
- Ludwig Rullmann (1767- 1823) ;
- Jean-Claude Rumeau (actif de 1806 à 1823).

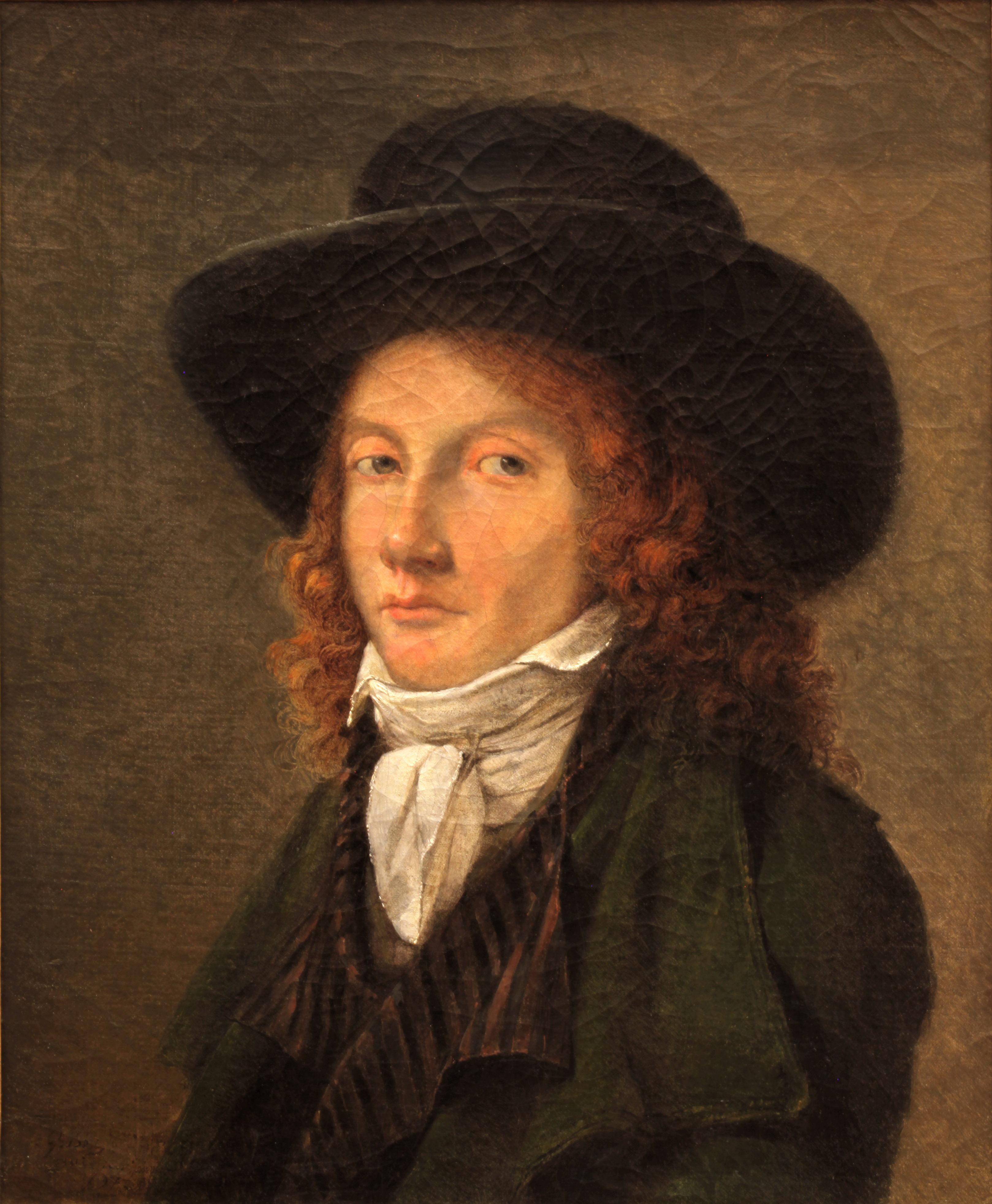
Pierre Revoil
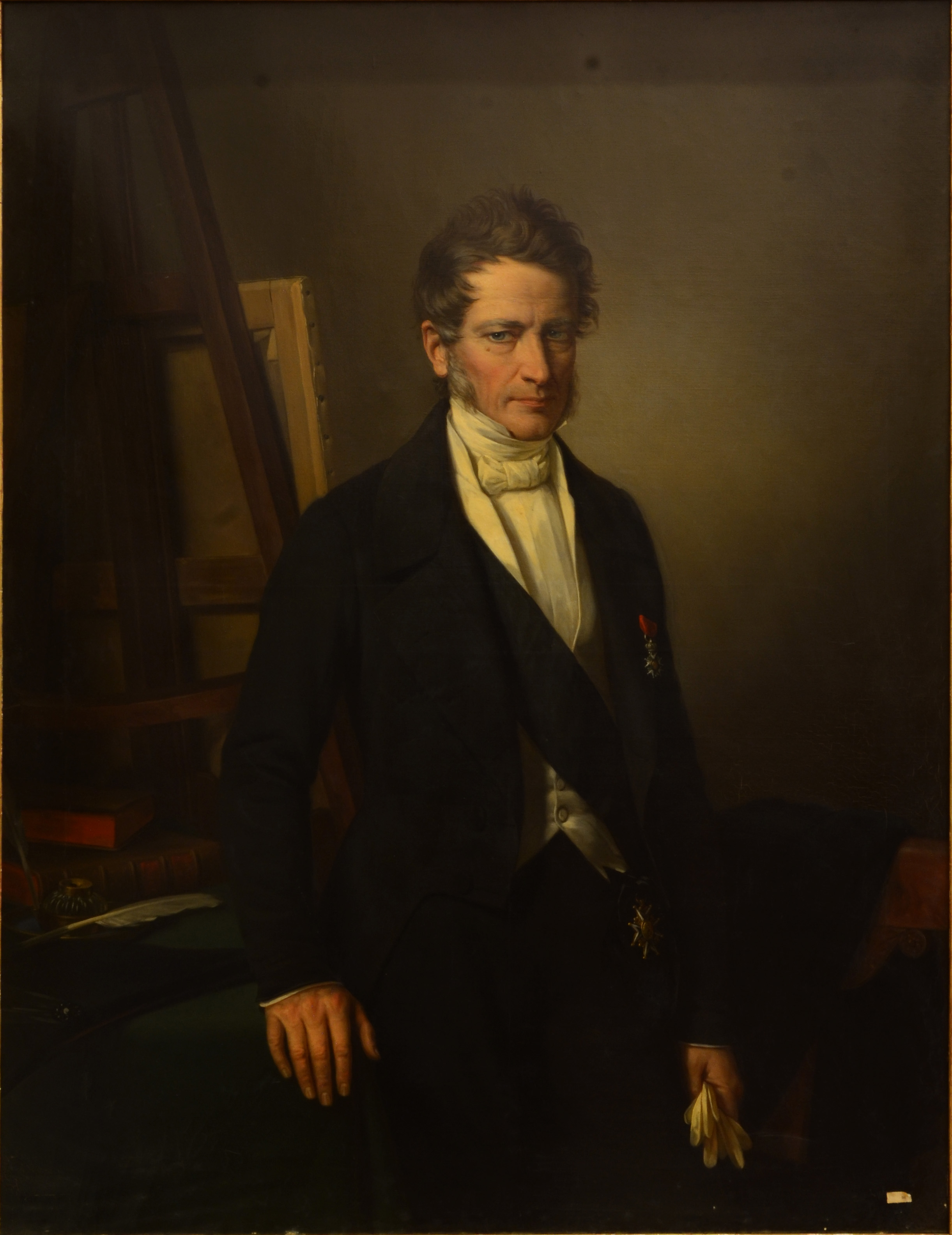
Fleury François Richard
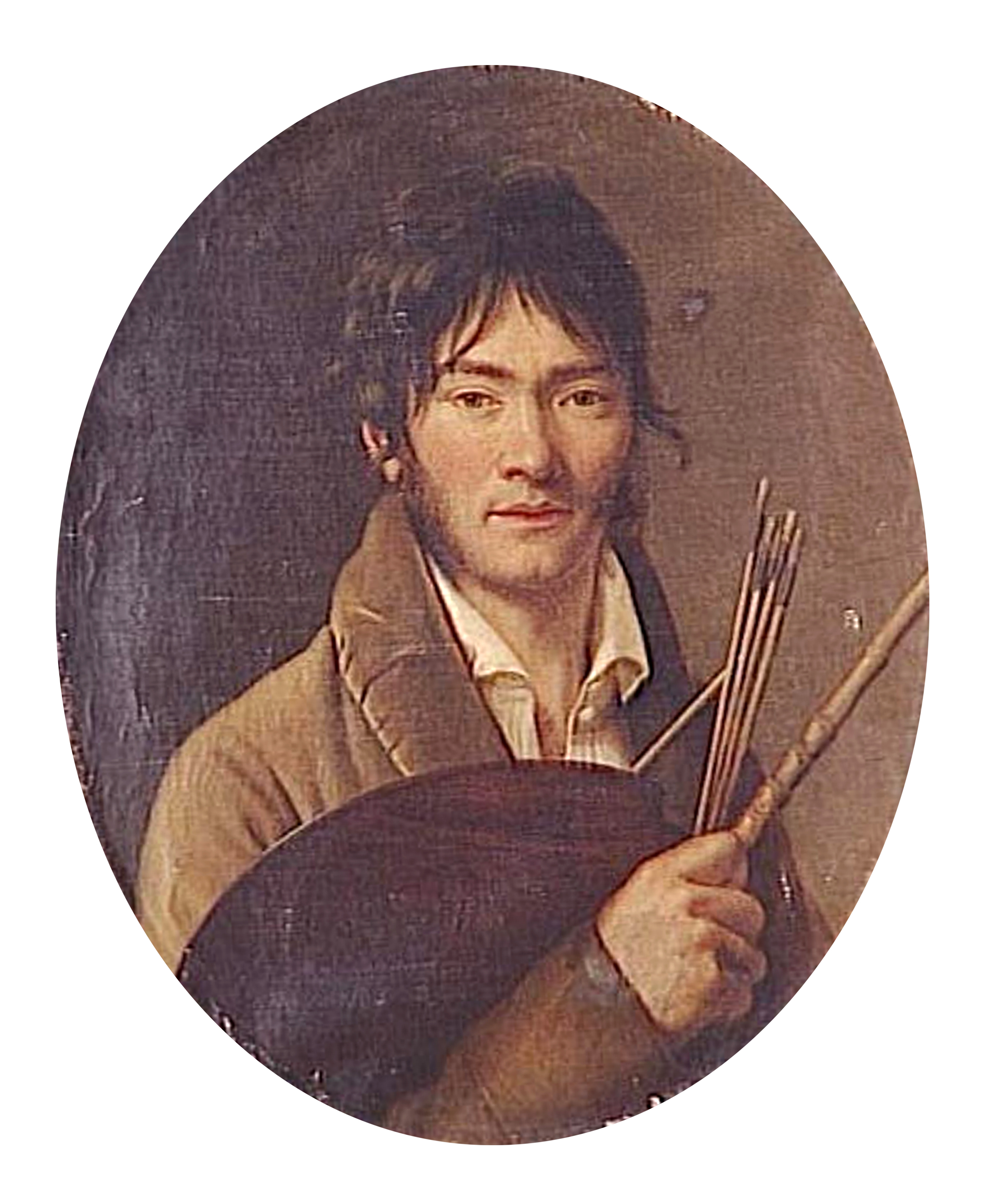
Henri-François Riesener
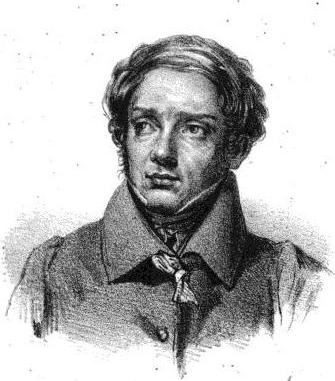
Louis Léopold Robert
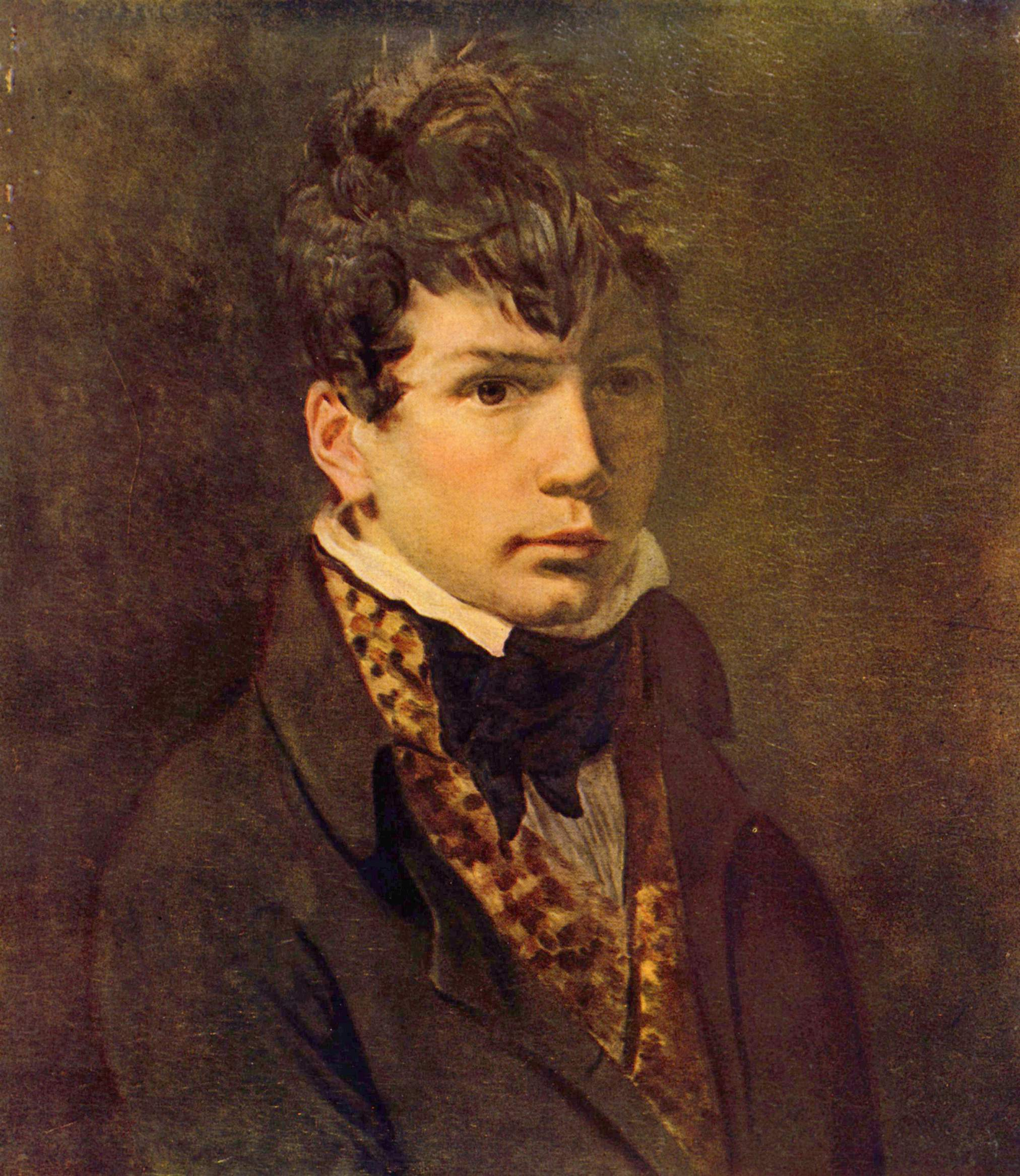
Rouget

### S
- Auguste de Saint-Aignan (1770-1858), homme politique ayant fréquenté l'atelier de David en 1798 ;
- Jean-Victor Schnetz (1787-1870) ;
- Gottlieb Schick (1776-1812), portraitiste ;
- Konrad Heinrich Schweickle (1779-1833), sculpteur, élève en 1800 ;
- Gioacchino Giuseppe Serangeli (1768-1852), peintre, élève en 1793[45] ;
- Michel Ghislain Stapleaux (1799-1881), dernier assistant de David sur Mars désarmé par Vénus et les graces et la Colère d'Achille, chargé par son maître de la gravure du Sacre de Napoléon et de Léonidas ;
- Constant-Louis-Félix Smith (1788-1873), également élève de Girodet ;
- François Souchon (1787-1857), portraitiste ;
- Pierre-Théodore Suau (1789-1856);
- Jean Pierre Sudre (1783-1866).

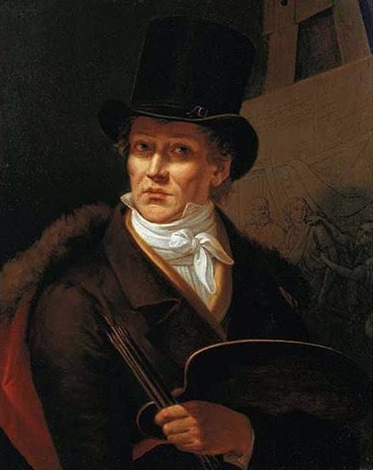
Gioacchino Giuseppe Serangeli
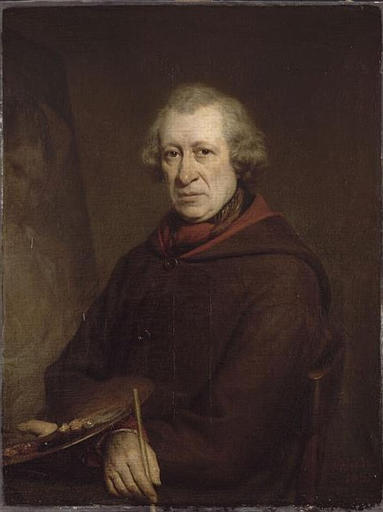
François Souchon

### T
- Jean-Hubert Tahan (1777-1843), peintre, entre à l'atelier de David en 1795[46],[47] ;
- Charles-Auguste Taunay (1768-1824), sculpteur ;
- Pierre Terwagne ou Théroigne, frère d'Anne-Josèphe Théroigne de Méricourt ;
- Christian Friedrich Tieck (1776-1851), sculpteur berlinois ;
- François Topino-Lebrun (1764-1801), peintre ;

### V
- Nanine Vallain épouse Piètre (1797-1867) ;
- Auguste de Valmont ;
- Achille-Joseph-Étienne Valois (1785-1862), sculpteur ;
- John Vanderlyn (1775-1852), peintre d'histoire américain, fréquente temporairement l'atelier de David vers 1801, aussi élève de Vincent[48] ;
- Philippe Vanderwal, élève hollandais de David en 1807 ;
- François Verheyden (1806-1889), peintre, élève belge de David en 1824 ;
- Jean-Baptiste Vermay (1786-1833)[49] ;
- Alexandre Veron-Bellecourt (1773-1849) ;
- Joseph-Marie Vien fils (1761-1848), peintre ;
- Marie-Denise Villers (1771-1821), peintre portraitiste, aussi élève de Girodet et François Gérard ;
- Stéphanie de Virieu (1785-1873), peintre.

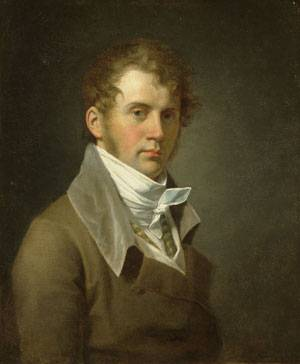
John Vanderlyn
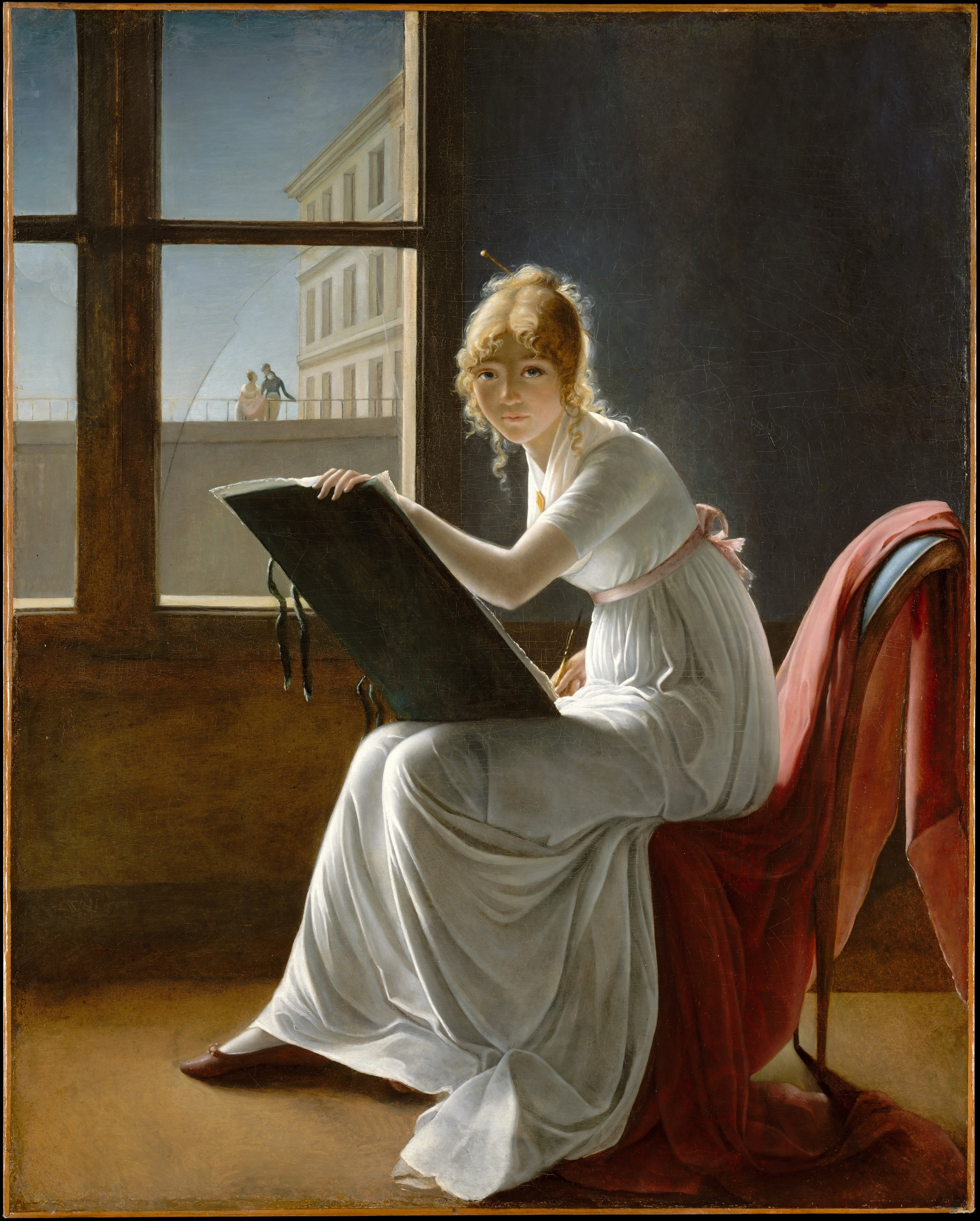
Marie-Denise Villers
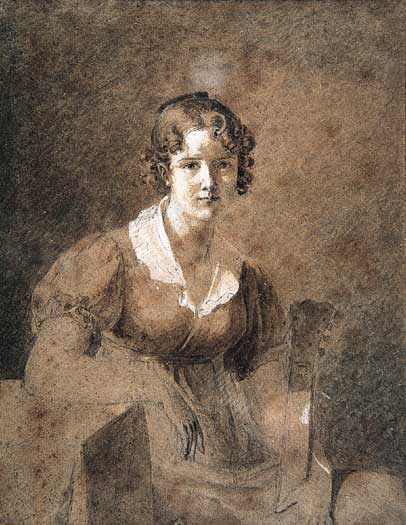
Stéphanie de Virieu

### W
- Karl Wilhelm Wach (1785-1845), peintre allemand, entre à l'atelier en 1815 ;
- Eberhard Wächter (1762-1862), peintre allemand ;
- Joseph Warlencourt (1784-1845), peintre belge ;
- Jean-Baptiste Wicar (1762-1834), peintre et administrateur, élève en 1781 ;
- Ludwig Wilhelm Wichmann (1788-1859), sculpteur, entre à l'atelier de 1809 à 1813, également élève de Bosio.

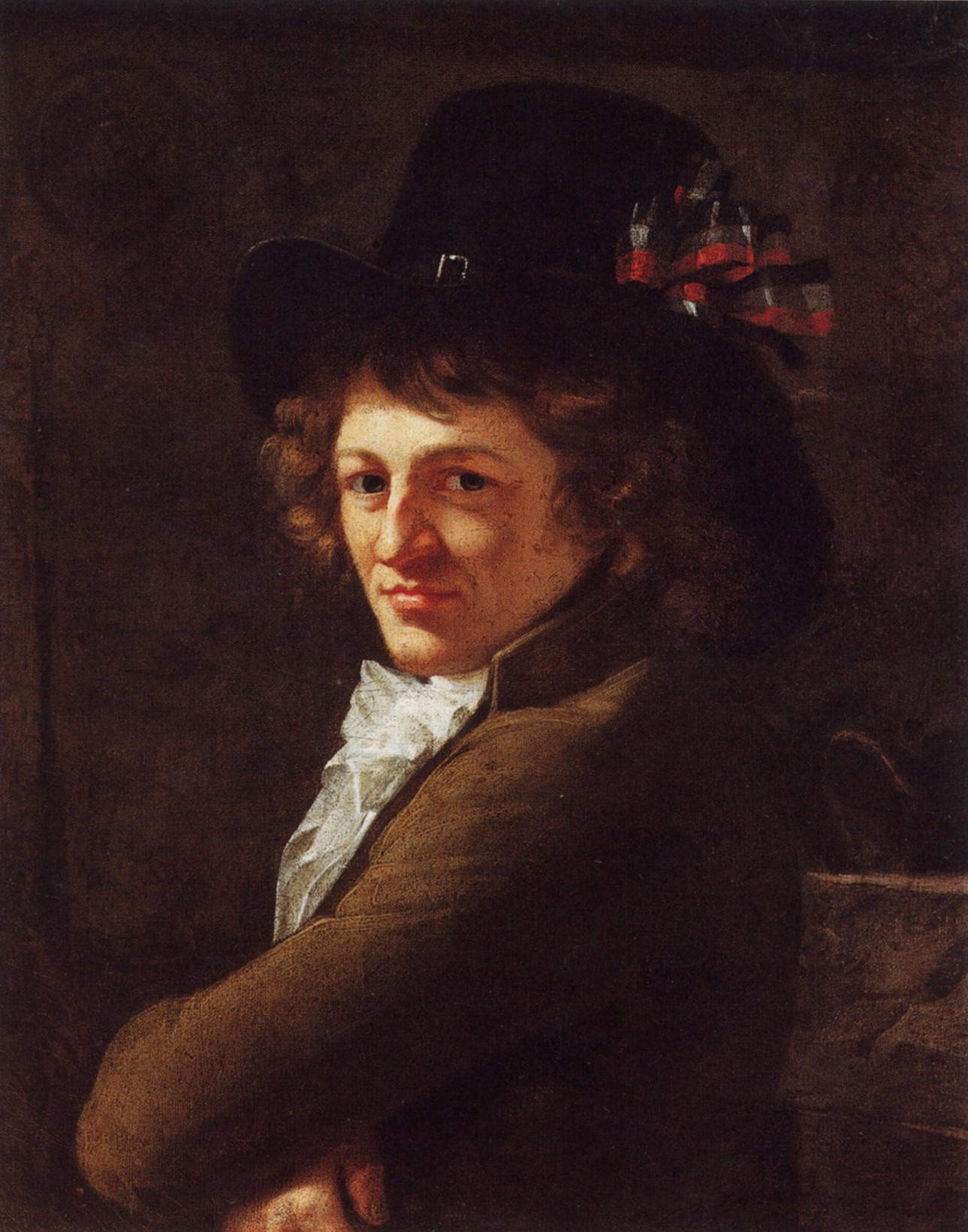
Eberhard Wächter
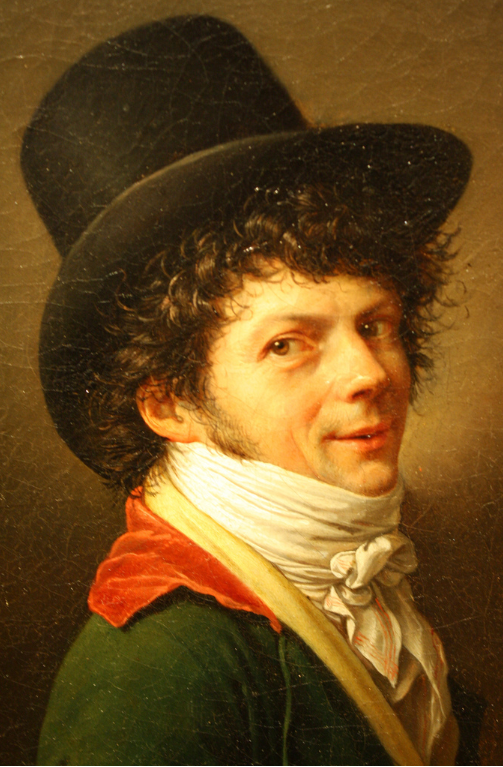
Jean Baptiste Wicar

## Sources
Le manuscrit no 316 de l'École des beaux-arts est la plus ancienne liste des élèves ; elle fut dressée par David lui-même et publiée dans l'ouvrage de René Verbraeken. On trouve les listes et des mentions de ses élèves dans les ouvrages suivants :
- Étienne-Jean Delécluze, David, son école et son temps, Didier libraire éditeur, Paris, 1855, réédition Macula, Paris, 1983  (ISBN 2-86589-009-0) Incomplète et comportant des erreurs dans l'orthographe des noms
- Jules-Louis David, Le peintre Louis David, 1748-1825. Souvenirs et documents inédits, 2 vol., Harvard, Paris, 1880-1882 Corrige la liste de Delécluze, mais demeure imprécise et incomplète
- Charles Gabet, Dictionnaire des artistes de l'école française, au XIXe siècle, librairie Vergne (Paris) 1831
- Daniel et Guy Wildenstein, Document complémentaires au catalogue de l’œuvre de Louis David, Fondation Wildenstein, Paris, 1973
- F. Guyot de Fère, Annuaire des artistes français (Paris) 1833
- Adolphe Siret, Dictionnaire des peintres de toutes les écoles, librairie Périchon, Bruxelles, 1848